# Matériel roulant du métro de Paris
Pour un article plus général, voir Métro de Paris.

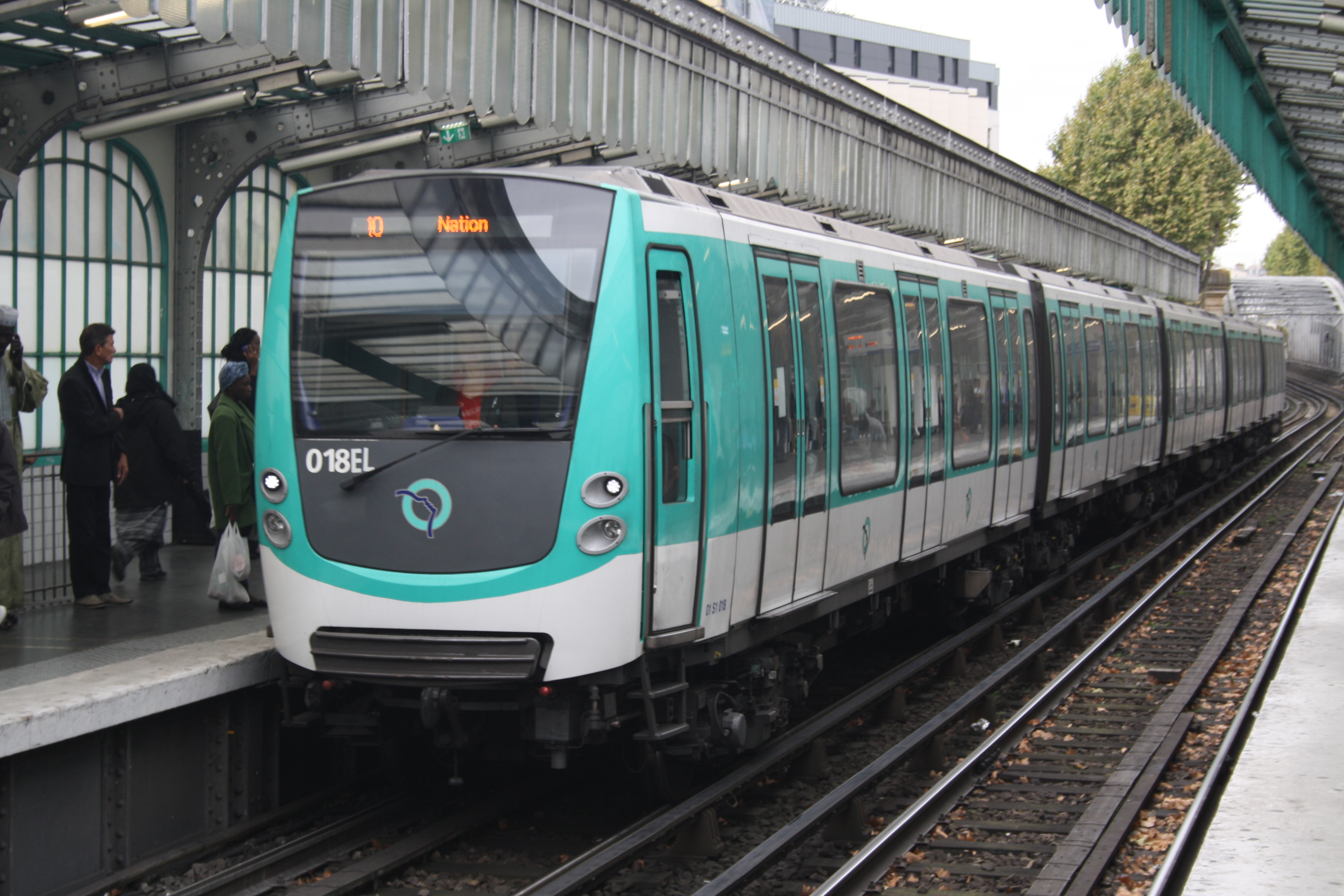
MF 01 à la station Stalingrad sur la ligne 2.

Le matériel roulant du métro de Paris a connu de nombreuses évolutions depuis l'ouverture de sa première ligne (Porte de Vincennes – Porte Maillot) le 19 juillet 1900. En juillet 2024, huit types de matériels circulent sur le réseau parisien, quatre sur pneumatiques (leur nom commence par « MP » pour matériel sur pneumatiques) et quatre sur roues en fer (leur nom commence par « MF » pour matériel sur fer). Depuis la création de la Régie autonome des transports parisiens (RATP) en 1948, les chiffres qui suivent ces lettres désignent généralement soit l'année de conception, soit l'année d'appel d'offres du matériel.

## Histoire
À l'origine, le matériel qui circule sur le réseau parisien s'inspire fortement du tramway qu'il remplace ou concurrence : caisses courtes en bois, fabrication légère, utilisation d'essieux. Dès 1908, ce matériel va être remplacé par les rames Sprague-Thomson dont les caractéristiques sont adaptées au besoin du métro parisien avec ses caisses métalliques longues, ses motrices puissantes et télécommandées. Faute de moyens financiers, ce matériel ne sera complètement remplacé qu'au début des années 1980. À compter des années 1950, l'exploitant va tenter de mettre au point des matériels aux caractéristiques de mieux en mieux adaptées aux contraintes très fortes du métro parisien : utilisation maximale du gabarit et intercirculation maximisant la capacité de la ligne, capacité d'accélération à travers la mise au point d’une technologie originale sur pneu, retour non concluant à l'essieu pour pallier le tracé sinueux des lignes. En 1998, est mis en circulation le premier matériel sans conducteur (MP 89 CA sur la ligne 14). L'année 2008 voit apparaître les premières rames MF 01 (sur la ligne 2), après une mise au point plus longue que prévu. Ces nouvelles rames, dotées de l'intercirculation, doivent progressivement remplacer l'important parc des MF 67.

### Les premiers matériels

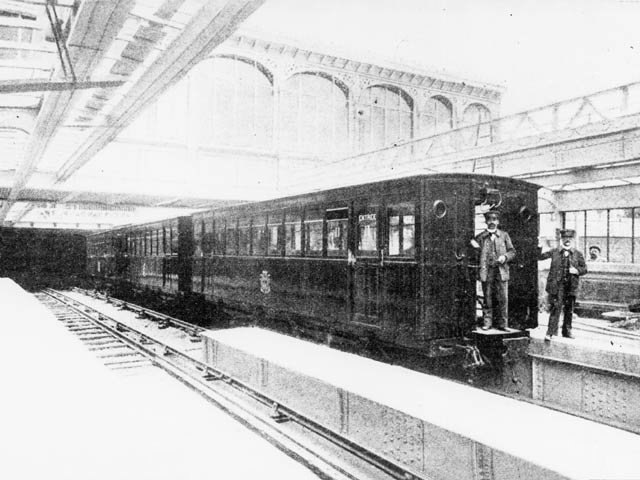
Rame série 100 à la station Bastille en 1900 sur la ligne 1.

À l'ouverture de la ligne 1 en juillet 1900, le réseau est exploité avec un matériel commandé deux ans auparavant, en 1899, auprès des Ateliers de construction du Nord de la France pour les motrices et de la Société franco-belge pour les remorques ou voitures d'attelage. Le parc de 161 voitures est alors composé de 34 motrices de seconde classe à une loge de conduite (numérotées M.1 à M.34), 12 motrices à deux loges (numérotées MM.1 à MM.12), 74 remorques de seconde classe (B), 31 remorques de première classe (A) et 10 remorques mixtes de première et seconde classe (AB).
Ces premières rames, très inspirées des tramways qui étaient à l'époque les seuls types de trains urbains que les constructeurs de matériels ferroviaires savaient construire, sont composées de voitures très courtes (moins de neuf mètres), dont les caisses sont en bois et reposent sur deux essieux. Une motrice équipée de deux moteurs de 125 CV, alimentés par des frotteurs latéraux, tire jusqu'à quatre voitures. Le freinage à air comprimé se fait par un équipement Westinghouse. L'accès aux voitures se fait via deux portes à simple vantail par face, avec une ou deux portes supplémentaires pour les motrices.
Très vite, l'exploitant de l'époque, la Compagnie du chemin de fer métropolitain de Paris (CMP), se rend compte de l'exiguïté des portes à simple vantail. Les matériels suivants, livrés à partir de 1902, corrigent ce problème avec deux portes à deux vantaux, tandis que les matériels précédents sont transformés de la même façon. Le succès rencontré par ce nouveau moyen de transport oblige la CMP à augmenter la longueur de ses trains, mais une seule motrice par train ne suffit plus à tracter plus de trois remorques. L'ajout d'une seconde motrice par train vient poser le problème de la commande simultanée des deux motrices par un seul conducteur. Ce problème est résolu par l'adoption de l'équipement « Thomson à unités doubles », qui permet l'alimentation de la seconde motrice par un câble long passant par les remorques. La réception des motrices séries 100 et 200 permet de former des trains jusqu'à huit voitures. La ligne 2 reçoit des trains de la même longueur en octobre 1902 pour l'ouverture de son premier tronçon.
La catastrophe de la station Couronnes en 1903 va entraîner le retrait rapide de ces rames aux circuits électriques peu fiables.

#### Les rames Sprague-Thomson

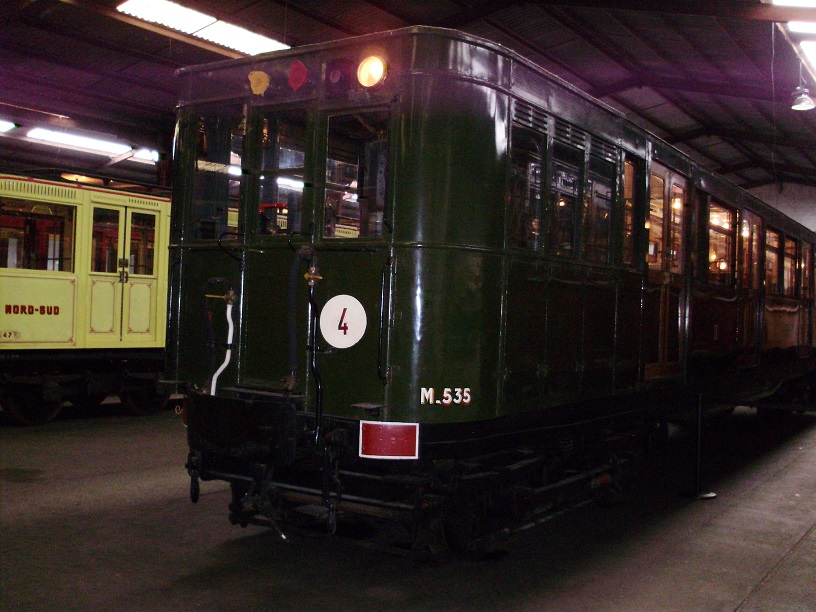
Motrice Sprague-Thomson M.535 de 1908 à Villeneuve-Saint-Georges en 2017.

À compter de 1907-1908 apparaissent les rames Sprague-Thomson, dont les dernières ne seront retirées du service actif qu'en 1983.
Utilisé aussi bien par la CMP que par la Société du chemin de fer électrique souterrain Nord-Sud de Paris (Nord-Sud), ce matériel a connu diverses versions et améliorations au fil des livraisons.
Le matériel de la CMP était peint en vert olive, avec la première classe en rouge, celui du Nord-Sud était peint en bleu et gris, avec la première classe en rouge et jaune.

### Renouvellement du matériel

#### Les rames articulées
Après la Seconde Guerre mondiale, la construction des dernières rames remontait à 1936 alors que trois prolongements avaient été inaugurés depuis et que le trafic avait beaucoup augmenté. La RATP choisit de développer le concept de la rame articulée (rame sécable en deux sous-ensembles) qui devait apporter certaines facilités d'exploitation : adaptation de l'offre au trafic tout en maintenant une fréquence suffisante, desserte de lignes comportant deux branches. Sur la ligne 13, qui devait être équipée de ce matériel, les rames étaient de cinq voitures : pour former deux sous-rames, il fallut concevoir des rames de six voitures plus courtes. Pour ne pas accroître le poids des rames, les bogies intermédiaires portaient les caisses de deux voitures. Les 40 rames furent livrées entre 1952 et 1953 à l'inauguration de la branche Pleyel. Jusqu'en 1972, les trains de la ligne 13 circulaient à un seul élément en soirée et le dimanche matin, ce qui permettait d'améliorer la fréquence sur les deux branches.

#### Le métro sur pneu

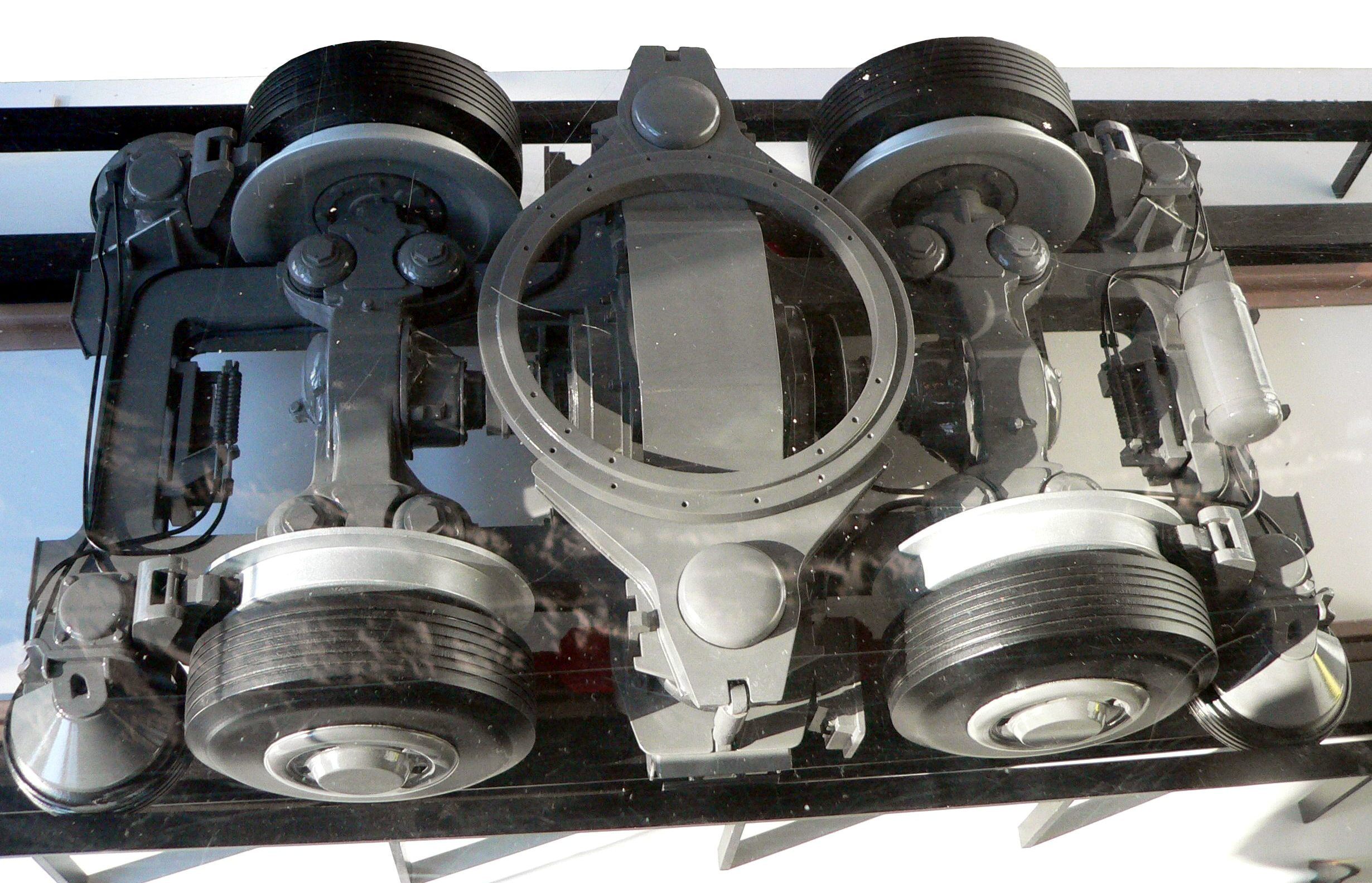
Bogie sur pneu de MP 89.

La RATP devait faire face à un trafic accru depuis la fin de la guerre. Pour accroître la capacité des lignes, il fallait améliorer les capacités d'accélération et de freinage des rames. L'utilisation du pneu était une solution, l'autre étant le recours à l'adhérence totale (tous les essieux moteurs) et au freinage rhéostatique, solution qui paraissait trop coûteuse aux responsables de l'époque.
Le métro sur pneumatiques dispose d'essieux comportant des roues en fer et de roues équipées de pneumatiques situées à l'extérieur de celles-ci. Les pneumatiques roulent sur une piste alors que les roues en fer sont suspendues à quelques centimètres du rail qui est conservé pour permettre de gérer les conséquences d'une crevaison, emprunter les aiguillages ou faire circuler du matériel sur roue en fer. Le guidage de l'essieu est assuré par quatre petits pneumatiques horizontaux situés aux quatre coins du bogie et qui s'appuient sur des barres situées de part et d'autre de la voie.
Le pneumatique permet d'obtenir une accélération et une décélération bien plus efficaces que la roue en fer mais au prix d'une complexification des installations et d'un surcoût d'énergie, et donc de chaleur. Le roulement était également bien plus silencieux qu'avec les rames de l'époque et permet de franchir des pentes plus importantes ou des conditions difficiles sur les portions aériennes.
Un prototype de motrice sur pneus, le MP 51, fut testé entre 1950 et 1954. Les résultats très satisfaisants entraînèrent l'équipement de la ligne 11, à compter de 1956, avec un premier matériel de série, le MP 55. Cette ligne était relativement peu fréquentée mais permettait de vérifier la viabilité de la solution en exploitation ; elle fut sélectionnée pour ses fortes rampes et quelques courbes serrées. Dans les années qui suivirent, les lignes les plus fréquentées, les lignes 1 et 4, en furent équipées avec une évolution du matériel de la ligne 11 : le MP 59. Enfin, la ligne 6, partiellement aérienne, est équipée à son tour avec le MP 73, l'objectif étant d'y diminuer les nuisances sonores pour les riverains des sections en viaduc.

#### Le MF 67, le métro bleu

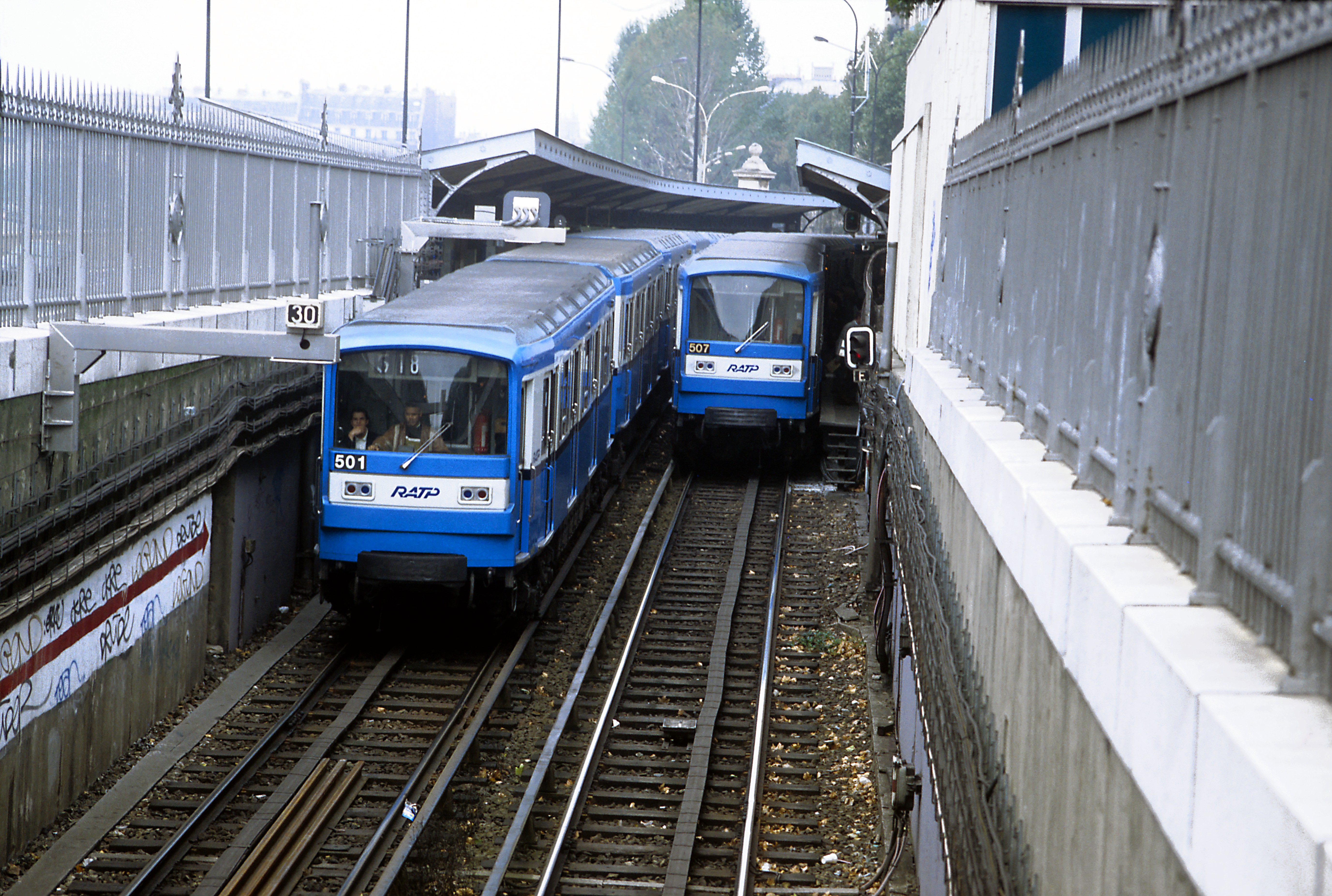
MF 67 de la ligne 5, dans sa livrée originelle et sortant de la station Quai de la Rapée, en 1992.

L'équipement des autres lignes en matériel pneu ne pouvait pas être réalisé à cause du coût et du délai de transformation des lignes. Un nouveau matériel à roulement fer fut commandé : le MF 67. Les rames motrices sont équipées de bogies bimoteurs ou monomoteurs selon les sous-séries. Les progrès réalisés dans la conception des bogies et de la suspension, ainsi que l'utilisation de bandages en caoutchouc sur les essieux moteurs, leur permettent de faire à peu près jeu égal avec le matériel sur pneu. Ces rames commandées en grande série vont équiper progressivement à compter de 1967 les lignes 3, 7, 9, 10 et 13. Initialement décorées d'une livrée vert pâle (2e classe) et jaune (1re classe), elles sont progressivement repeintes en bleu avec une bande blanche au début des années 1980, puis repeintes en blanc et vert jade au début des années 1990. Celles des lignes 3 bis et 9 sont rénovées entre 1995 et 1999.
Les premières rames ont été livrées en adhérence totale (MF 67A), toutes les voitures étant motrices. Par la suite, pour des raisons économiques, on a préféré composer des rames de trois motrices et deux remorques ; les premières rames ont été recombinées avec de nouvelles remorques pour former de nouvelles rames (MF 67B et MF 67C, selon la position des motrices). Ces rames recombinées, qui circulent sur les lignes 3, 10 et 12 sont aisément reconnaissables par les carénages des luminaires qui varient au sein d'une même rame.

#### Le MF 77, le métro blanc

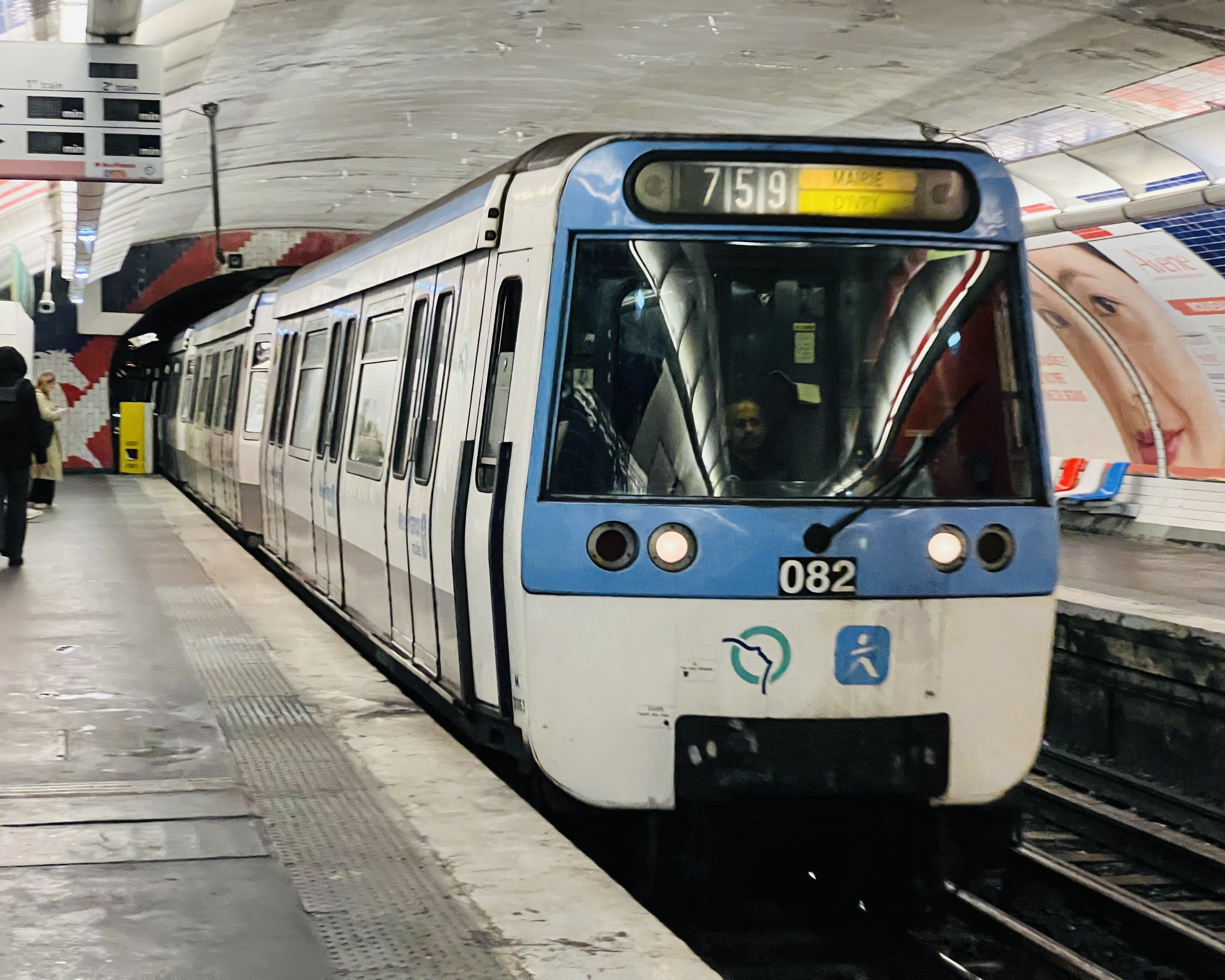
MF 77 de la ligne 7 à la station Cadet.

Construites entre 1978 et 1986, les rames MF 77 ont été commandées pour équiper des lignes comportant de longs parcours en banlieue et donc caractérisées par des interstations plus longues nécessitant des vitesses de pointe plus grandes. L'ergonomie de ces rames a été particulièrement soignée : elle a été conçue en prenant en compte les résultats d'un questionnaire rempli par les voyageurs. Puissantes (1 500 kW par rame de cinq voitures), ces rames sont originellement reconnaissables à leur livrée blanche et à leur forme galbée qui utilise au maximum le gabarit pour donner plus d'espace aux voyageurs assis. Ces rames équipent les lignes 7, 8 et 13.
Du fait de la faillite de l'entreprise retenue, reprise fin 2009 par AnsaldoBreda, la rénovation des MF 77 connaît des retards et se limite dans un premier temps à la ligne 13. La dernière rame rénovée est réceptionnée par la RATP en mars 2012. En septembre 2018, Île-de-France Mobilités annonce la suppression de certains strapontins près des portes au nom de la fluidification des échanges.
La rénovation des MF 77 de la ligne 7 et de la ligne 8 est décidée en 2017. Le 11 décembre 2018, la première rame rénovée est mise en circulation avec la livrée Île-de-France Mobilités, grise et bleu clair sur la ligne 7 et en juillet 2023 sur la ligne 8.

#### Le BOA et ses successeurs MF 88 et MP 89

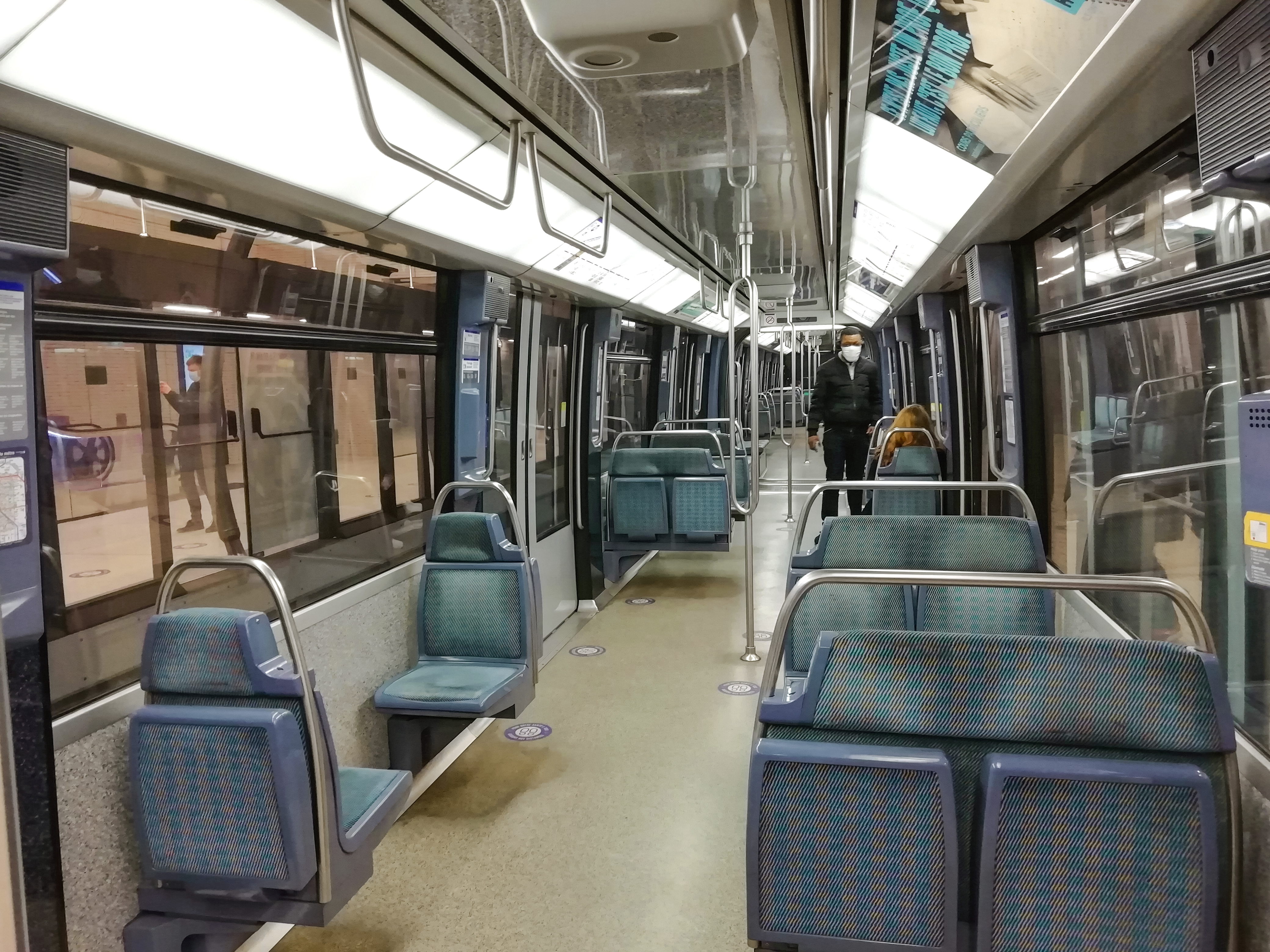
Intérieur d'une rame MP 89 CA de la ligne 14.

Afin d'étudier les options techniques envisageables pour le remplacement du MF 67 qui équipe alors 11 lignes, la RATP réalise en 1985 une rame prototype : le BOA. Ce matériel est caractérisé essentiellement par la mise en œuvre de l'intercirculation entre les voitures, qui permet une meilleure répartition des voyageurs, et par l'utilisation d'essieux orientables à la place des bogies pour limiter les nuisances sonores et l'usure des rails dans les virages serrés du réseau parisien.
La petite série de rames MF 88 - neuf rames de trois voitures - déployée à compter de 1993 sur la courte ligne 7 bis constitue la première application pratique de cette expérimentation. Dotées d'essieux orientables, d'une intercirculation intégrale entre les voitures, d'une motorisation asynchrone et d'un système de freinage à récupération d'énergie, elles constituent un demi-échec car l'utilisation d'essieux entraîne des coûts de maintenance élevés.
Ceux-ci sont donc abandonnés au profit des bogies sur le matériel à pneu MP 89 qui a équipé la ligne 1 à partir de 1997 et la ligne 14 en 1998 en version sans conducteur et donc sans loge. Du BOA, ces matériels reprennent l'intercirculation et l'aménagement intérieur. Comme sur le MF 88 les caisses sont réalisées en aluminium. Les rames de six voitures disposent d'une puissance confortable de 2 000 kW. Pour faire circuler en toute sécurité les rames sans conducteur, la ligne 14 est équipée de portes palières. Le système de conduite automatisé, dit SAET, est dérivé de celui qui équipe le véhicule automatique léger (VAL).

#### Le MF 01, le métro silencieux

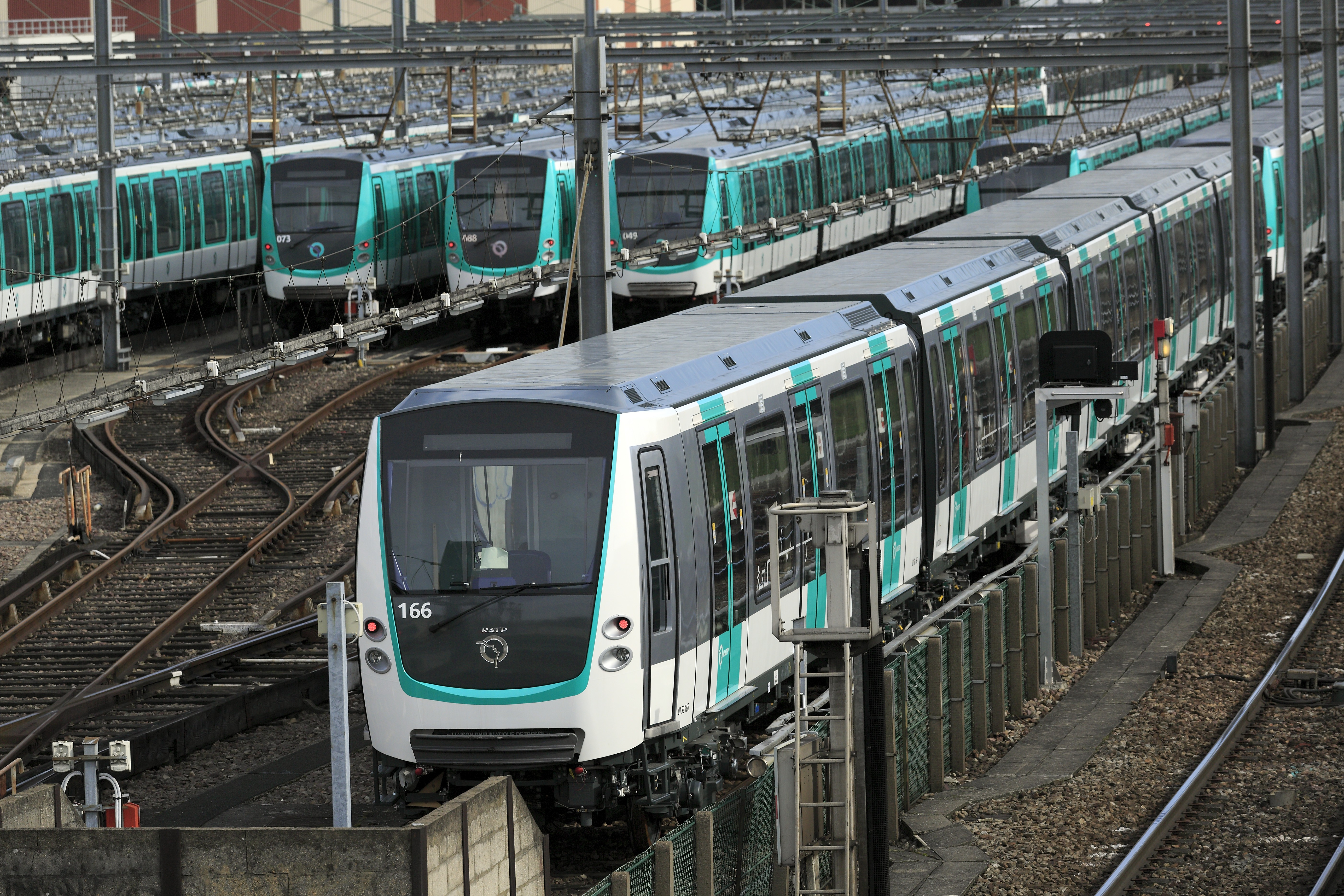
MF 01 circulant sur les lignes 2, 5 et 9, à l'atelier de maintenance de Bobigny.

Le MF 01 est le matériel sur roulement fer qui a remplacé progressivement les MF 67 sur les lignes 2, 5 et 9 depuis 2008. Ce nouveau matériel reprend le principe de l'intercirculation mis au point pour le MP 89. Ces rames sont conçues pour être pilotées par un conducteur. Elles disposent d'une ventilation réfrigérée (et non d'une climatisation). Les sièges sont moins nombreux avec une disposition 2+1 au lieu du positionnement 2+2 des rames antérieures. L'accent est mis sur l'insonorisation. Chaque rame comprend trois motrices d'une puissance de 1 800 kW encadrées par deux remorques non motorisées. C'est le produit d'une collaboration de plusieurs industriels, comprenant entre autres les deux entreprises dominant le marché ferroviaire français : Bombardier et Alstom. La livraison des rames MF 01 a commencé début 2008 sur la ligne 2.

#### Le MP 05 et l'automatisation de la ligne 1

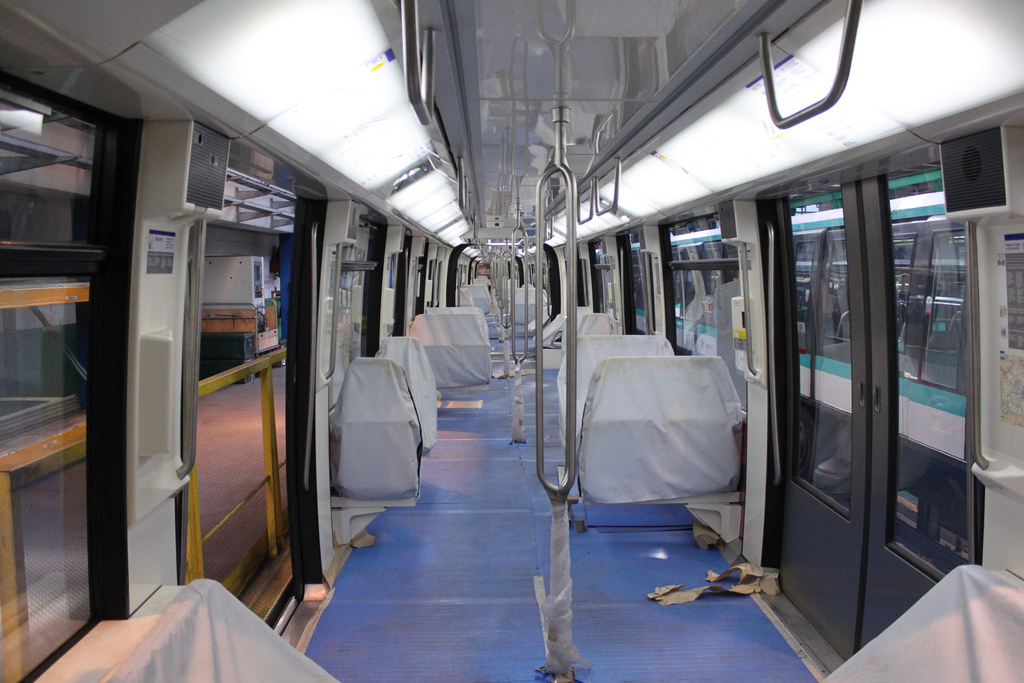
Intérieur d'une rame MP 05 de présérie en construction, protégée par des bâches, aux ateliers de Fontenay.

Au début des années 2000, dans l'optique de l'automatisation de la ligne 1 alors décidée par la RATP, la régie envisage deux options pour automatiser ses trains : l'équipement des MP 89 CC par des automatismes ou la commande d'un nouveau matériel automatique. C'est la seconde solution qui est finalement choisie par la RATP car elle présente l'avantage de libérer les MP 89 CC de la ligne 1 ce qui permet leur transfert sur la ligne 4. Celle-ci possède un nombre de rames à peu près équivalent à celui de la ligne 1 et de même longueur (six voitures) ; l'opération rend ainsi possible la réforme de tous les MP 59 de la ligne 4, arrivés en fin de vie.
Le nouveau matériel automatique de la ligne 1 est donc le MP 05. Très similaires aux rames MP 89 CA anciennement présentes sur la ligne 14, elles s'en distinguent par leurs nouvelles couleurs à l'intérieur des voitures, et par une amélioration des moteurs ainsi que par une nouvelle chaîne de traction plus silencieuse.

#### Le MP 14 et le prolongement de la ligne 14

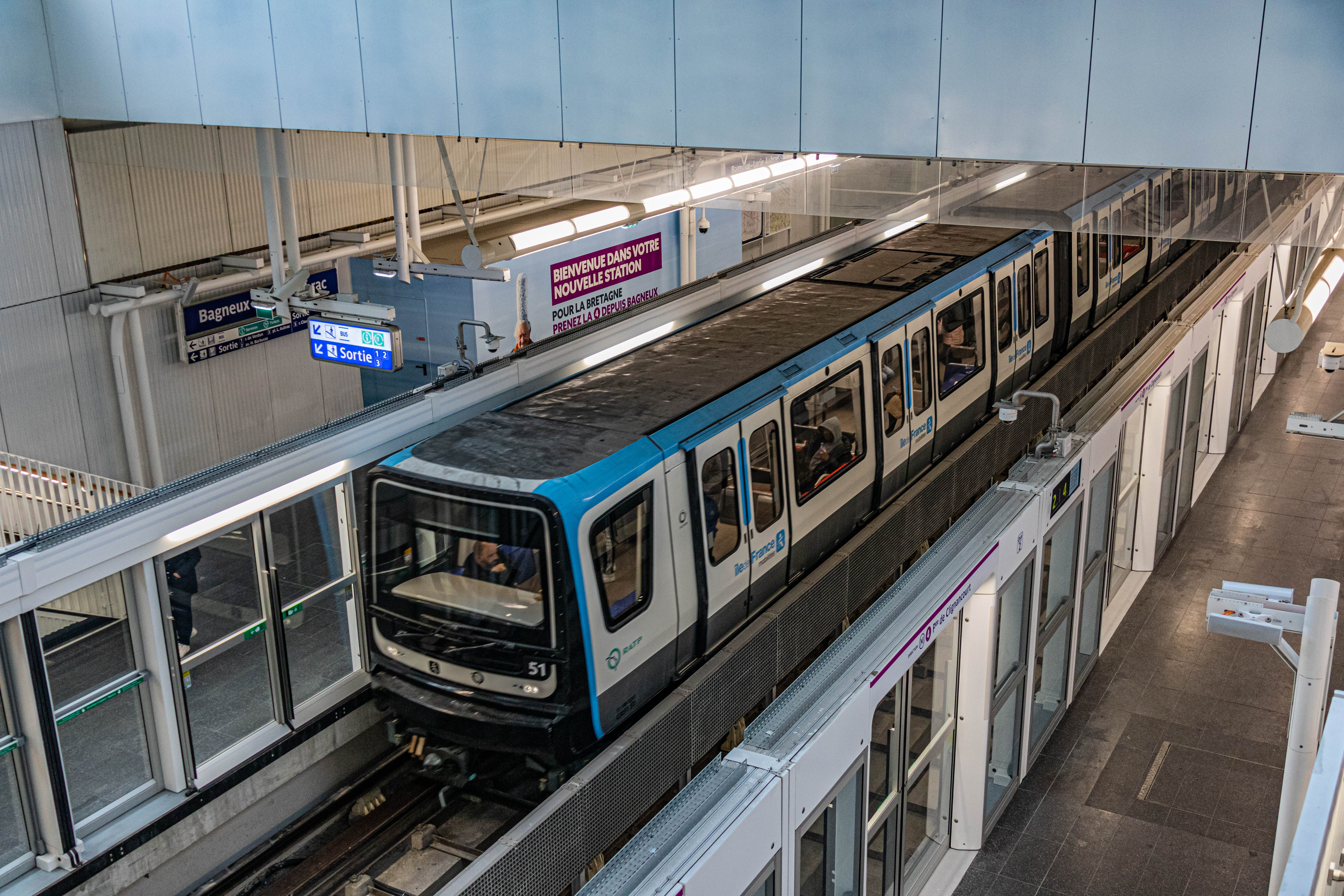
MP 14 destiné aux lignes 4 et 14 en version automatique et à la ligne 11 en version manuelle, à la station Bagneux - Lucie Aubrac de la ligne 4.

Le MP 14, disponible sous trois versions, est destiné aux lignes 4, 11 et 14 pour accompagner leurs prolongements ainsi que l'automatisation de la ligne 4. Elles étrennent une livrée bleue aux couleurs d'Île-de-France Mobilités, propriétaire du matériel roulant,.
La commande de 2015 porte sur 72 rames CA pour la ligne 14 et ses prolongements au sud et au nord,,. Une seconde commande, le 6 décembre 2016, porte sur 20 rames pour l'automatisation de la ligne 4. Une troisième commande, le 13 décembre 2017, pour 20 rames pour la ligne 11, qui doivent être livrées à partir de 2022. Une quatrième commande de 19 rames supplémentaires est décidée le 11 février 2021 par Île-de-France Mobilités pour permettre l'exploitation de la ligne 11 qui sera prolongée jusqu'à Rosny-Bois-Perrier, dont l'ouverture est prévue au printemps 2024,.
| Récapitulatif des commandes de MP 14 | Récapitulatif des commandes de MP 14 | Récapitulatif des commandes de MP 14 | Récapitulatif des commandes de MP 14 | Récapitulatif des commandes de MP 14         |
| Ligne                                | Construction                         | Nombre de rames                      | Configuration                        | Commentaires                                 |
| ------------------------------------ | ------------------------------------ | ------------------------------------ | ------------------------------------ | -------------------------------------------- |
| (4)                                  | 2022-2024                            | 20                                   | S1-N1-N2-N3-N4-S2                    | Mise en service depuis le 15 septembre 2022. |
| (11)                                 | 2022-2024                            | 39                                   | S1-N1-N2-N3-S2                       | Mise en service depuis le 1er juin 2023.     |
| (14)                                 | 2020-2025                            | 72                                   | S1-N1-N2-B-N3-N4-N5-S2               | Mise en service depuis le 12 octobre 2020.   |

La ligne 14 est la première ligne à recevoir ce nouveau matériel avec une première rame inaugurée le 12 octobre 2020. Ces rames MP 14 CA à huit voitures d'une longueur de 120 mètres vont accompagner les prolongements de la ligne au nord vers Mairie de Saint-Ouen ainsi qu'au sud vers Aéroport d'Orly pour supporter la future charge de la ligne. Ceci doit permettre de transférer le parc de MP 89 CA et de MP 05 circulant sur la ligne vers la ligne 4 nouvellement automatisée.
La ligne 4 est la deuxième ligne équipée avec des rames MP 14 CA à six voitures afin de constituer le parc de rames à conduite automatique de la ligne prolongée au sud vers Bagneux début 2022 et progressivement automatisée depuis septembre 2022,.
La ligne 11 a reçu ses premiers MP 14 CC à cinq voitures en 2022 pour essais. La mise en service commercial de ces 39 nouvelles rames, débutée le 1er juin 2023 va permettre un remplacement des rames MP 59, matériel le plus ancien du réseau. Depuis le 12 juin 2024, le parc de la ligne 11 est totalement constitué de rames MP 14 CC marquant la réforme de la toute dernière rame MP 59 du métro parisien.
Le 23 mars 2023 marque le dernier jour de circulation des MP 89 CA sur la ligne 14, qui perd son matériel roulant d'origine.
| Situation prévue du parc des lignes 4, 6, 11 et 14 à la fin des livraisons de MP 14 | Situation prévue du parc des lignes 4, 6, 11 et 14 à la fin des livraisons de MP 14 | Situation prévue du parc des lignes 4, 6, 11 et 14 à la fin des livraisons de MP 14 | Situation prévue du parc des lignes 4, 6, 11 et 14 à la fin des livraisons de MP 14 | Situation prévue du parc des lignes 4, 6, 11 et 14 à la fin des livraisons de MP 14 |
| Ligne                                                                               | Nombre de rames                                                                     | Configuration                                                                       | Commentaires                                                                        |                                                                                     |
| ----------------------------------------------------------------------------------- | ----------------------------------------------------------------------------------- | ----------------------------------------------------------------------------------- | ----------------------------------------------------------------------------------- | ----------------------------------------------------------------------------------- |
| (4)                                                                                 | 52 = 20 MP 14 CA + 11 MP 05 + 21 MP 89 CA,                                          | S1-N1-N2-N3-N4-S2                                                                   |                                                                                     |                                                                                     |
| (6)                                                                                 | 47 MP 89 CC                                                                         | S1-N1-N2-N3-S2                                                                      | MP 89 CC modifié en retirant une voiture. 5 MP 89 CC seront en surplus.             |                                                                                     |
| (11)                                                                                | 39 MP 14 CC                                                                         | S1-N1-N2-N3-S2                                                                      |                                                                                     |                                                                                     |
| (14)                                                                                | 72 MP 14 CA                                                                         | S1-N1-N2-B-N3-N4-N5-S2                                                              |                                                                                     |                                                                                     |

### Frise chronologique des lignes et de leurs matériels depuis 1945
La précision des dates est de 4 ans.

Les anciennes séries A, B et C du MF 67 ont été regroupées dans la série D.

## Parc actuel
Le parc actuel de la régie est composé de deux principaux types de trains :
- les matériels sur pneumatiques ou MP, qui circulent sur les lignes équipées de pistes de roulement spécialement adaptées ;
- les matériels fer ou MF qui circulent sur des voies au format standard de l'UIC.

Les matériels sont nommés en fonction de leur type de roulement auquel est adjoint l'année de leur conception ou de leur commande.
Exemples : MF 77 = Matériel sur Fer conçu en 1977, MP 89 = Matériel sur Pneumatique commandé en 1989.
| Désignation | Mise en service  | Lignes                     | Nombre de rames actuellement en service | Configuration                                                                                 | Commentaires | Illustration |
| ----------- | ---------------- | -------------------------- | --------------------------------------- | --------------------------------------------------------------------------------------------- | --- | ------------ |
| MP 73       | 1974             | (6)                        | 14                                      | M+N+A+B+M                                                                                     | Les rames seront progressivement retirées de la ligne 6 et disparaitront du réseau | sans cadre   |
| MP 89       | 1997-2001        | (CC) (CA)                  | 73                                      | S+N+N+N+N+S (rames CA ainsi que les CC pas encore affectées à la ligne 6) S+N+N+N+S (ligne 6) | Les rames CC sont progressivement transférées sur la ligne 6 à partir de janvier 2023. | sans cadre   |
| MP 05       | 2011-2015        | (1) · (4)                  | 67                                      | S+N+N+N+N+S                                                                                   | Analogues au MP 89 CA, équipent la ligne 1 depuis 2011, la ligne 14 entre 2014 et 2023 et la ligne 4 depuis 2022. | sans cadre   |
| MP 14       | 2020-…(en cours) | (CC) (CA)                  | 131                                     | S+N+N+B+N+N+N+S (ligne 14) S+N+N+N+N+S (ligne 4) S+N+N+N+S (ligne 11)                         | La première rame à huit voitures circule depuis le 12 octobre 2020 sur la ligne 14 et une version à six voitures circule depuis le 15 septembre 2022 sur la ligne 4. Une autre version à cinq voitures et à conduite manuelle est affectée à la ligne 11 depuis le 1er juin 2023. | sans cadre   |
| MF 67       | 1967-1978        | (3) · (3bis) · (10) · (12) | 133 + 4                                 | M+B+NA+B+M M+N+A+B+M S+N+NA+N+S M+B+M                                                         | Les quatre rames additionnelles sont des rames servant à la formation des conducteurs. | sans cadre   |
| MF 77       | 1978-1986        | (7) · (8) · (13)           | 195                                     | M+B+NA+B+M                                                                                    | Les rames MF 77 de la ligne 13 ont été rénovées entre 2007 et 2012. Celles de la ligne 7 ont été renovés entre 2018 et 2023. Celles de la ligne 8 sont également en cours de rénovation depuis 2023.                                                                              | sans cadre   |
| MF 88       | 1992-1994        | (7bis)                     | 8                                       | M+B+M                                                                                         | | sans cadre   |
| MF 01       | 2008-2017        | (2) · (5) · (9)            | 172                                     | S+N+N+N+S                                                                                     | | sans cadre   |

 MF = Matériel sur Fer, MP = Matériel sur Pneumatique (l'année suivant MP ou MF désignant la date de mise en route du projet) CC = conduite avec conducteur, CA = conduite automatique ; M = motrice avec loge de conduite, S = remorque avec loge de conduite, N = motrice intermédiaire ex-2e classe, NA = motrice intermédiaire ex-1re classe, A = remorque ex-1re classe, B = remorque ex-2e classe

### Matériels sur pneumatiques
Dans la colonne configuration, le M désigne une motrice et le R une remorque.

#### MP 73

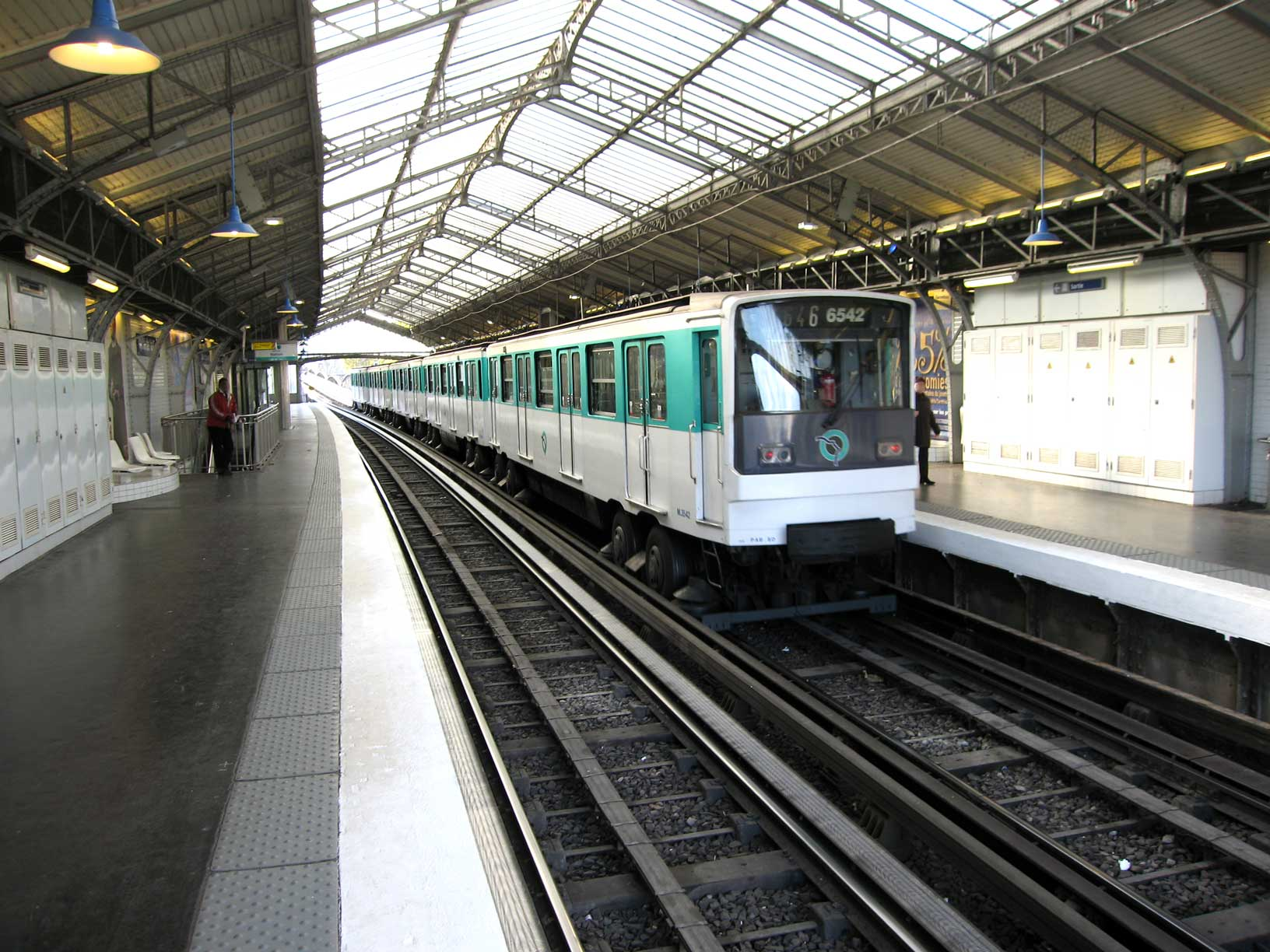
MP 73 à la station Quai de la Gare.

| Nombre de trains | Nombre de trains | Nombre de trains |
| Parc construit   | Parc actuel      | Réformés         |
| ---------------- | ---------------- | ---------------- |
| 50               | 14               | 36               |

| Affectation | Affectation  | Affectation     | Affectation   | Affectation                                                                                         |
| Ligne       | Construction | Nombre de rames | Configuration | Observations                                                                                        |
| ----------- | ------------ | --------------- | ------------- | --------------------------------------------------------------------------------------------------- |
| (6)         | 1974         | 14              | M+M+R+R+M     | Début de la réforme en janvier 2023 en prévision de l'arrivée des MP 89 en provenance de la ligne 4 |

#### MP 89

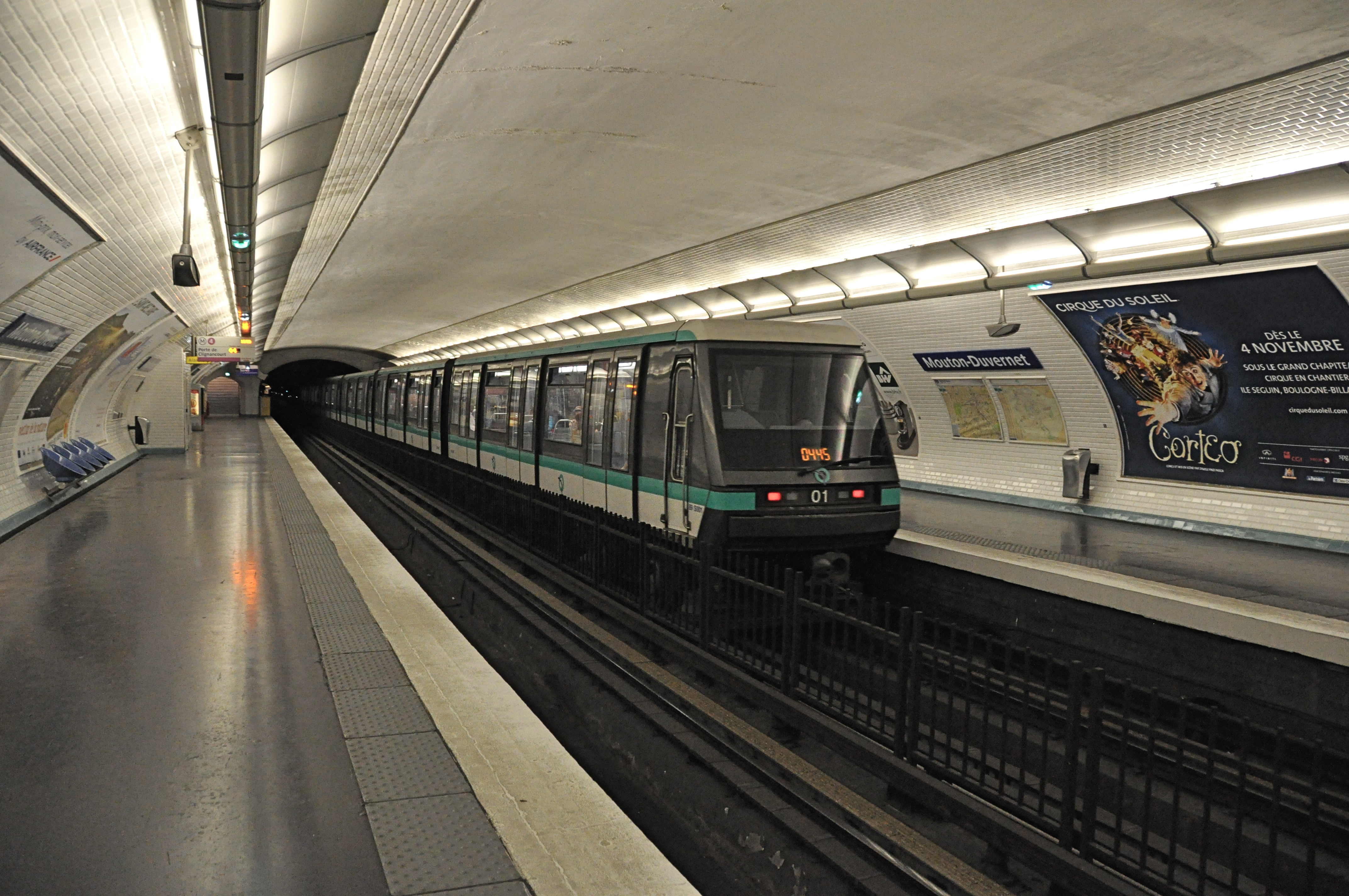
MP 89 à la station Mouton-Duvernet.

| Nombre de trains | Nombre de trains | Nombre de trains |
| Parc construit   | Parc actuel      | Réformés         |
| ---------------- | ---------------- | ---------------- |
| 73               | 73               | /                |

| Affectation (les rames sans ligne d'affectation ne sont pas reprises) | Affectation (les rames sans ligne d'affectation ne sont pas reprises) | Affectation (les rames sans ligne d'affectation ne sont pas reprises) | Affectation (les rames sans ligne d'affectation ne sont pas reprises) | Affectation (les rames sans ligne d'affectation ne sont pas reprises) | Affectation (les rames sans ligne d'affectation ne sont pas reprises)                                                                                       |
| Ligne                                                                 | Sous-version                                                          | Construction                                                          | Nombre de rames                                                       | Configuration                                                         | Observations |
| --------------------------------------------------------------------- | --------------------------------------------------------------------- | --------------------------------------------------------------------- | --------------------------------------------------------------------- | --------------------------------------------------------------------- | --- |
| (6)                                                                   | MP 89 CC                                                              | 1995-2000                                                             | 27                                                                    | R+M+M+M+R                                                             | Rames avec conducteur. Transfert de la ligne 4 à la ligne 6 en cours (de 2023 à 2026). Depuis décembre 2023 plus aucune MP 89 CC ne circule sur la ligne 4. |
| (4)                                                                   | MP 89 CA                                                              | 1998-2001                                                             | 21                                                                    | R+M+M+M+M+R                                                           | Rames à conduite automatique. Transfert de la ligne 14 à la ligne 4 entre le 12 septembre 2022 et juin 2023.                                                |

#### MP 05

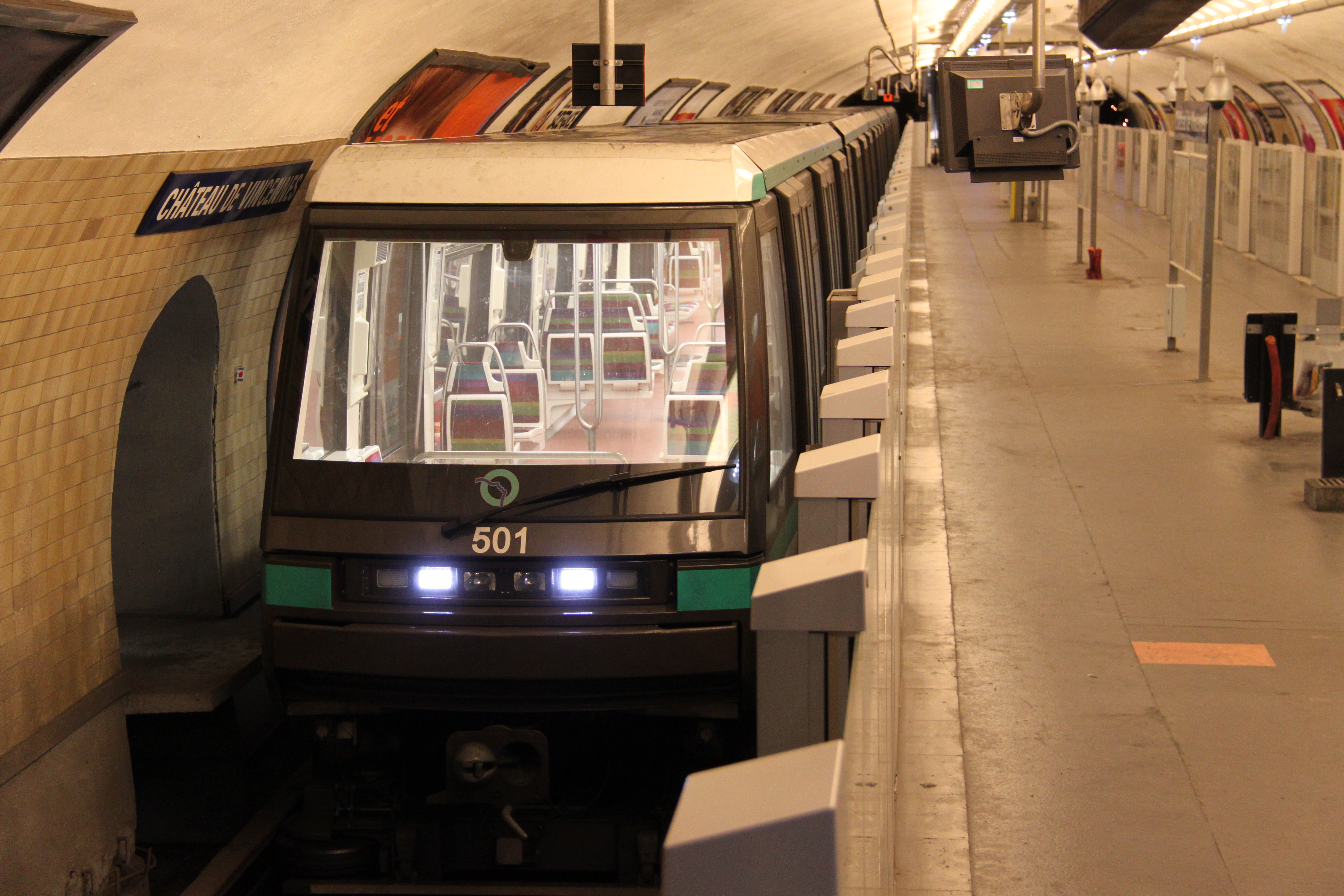
MP 05 à la station Château de Vincennes.

| Nombre de trains | Nombre de trains | Nombre de trains |
| Parc construit   | Parc actuel      | Réformés         |
| ---------------- | ---------------- | ---------------- |
| 67               | 67               | /                |

| Affectation (les rames sans ligne d'affectation ne sont pas reprises) | Affectation (les rames sans ligne d'affectation ne sont pas reprises) | Affectation (les rames sans ligne d'affectation ne sont pas reprises) | Affectation (les rames sans ligne d'affectation ne sont pas reprises) | Affectation (les rames sans ligne d'affectation ne sont pas reprises) |
| Ligne                                                                 | Construction                                                          | Nombre de rames                                                       | Configuration                                                         | Observations |
| --------------------------------------------------------------------- | --------------------------------------------------------------------- | --------------------------------------------------------------------- | --------------------------------------------------------------------- | --- |
| (1)                                                                   | 2009-2012 et 2015                                                     | 56                                                                    | R+M+M+M+M+R                                                           | Rames à conduite automatique. Équipent la ligne 1 depuis le 3 novembre 2011. 7 rames supplémentaires mises en service en 2015. |
| (4)                                                                   | 2014-2015                                                             | 11                                                                    | R+M+M+M+M+R                                                           | Rames à conduite automatique. Parmi les 18 rames attendues pour équiper à l'origine la ligne 14, 4 rames ont été commandées pour 2012 afin de renforcer le trafic et 8 rames supplémentaires l'ont été, également en 2012, en prévision du prolongement à Mairie de Saint-Ouen sur les 14 nécessaires. Les six dernières rames ont été confirmées en novembre 2012. Ces rames rejoignent à partir du 12 septembre 2022 la ligne 4 nouvellement automatisée. |

#### MP 14

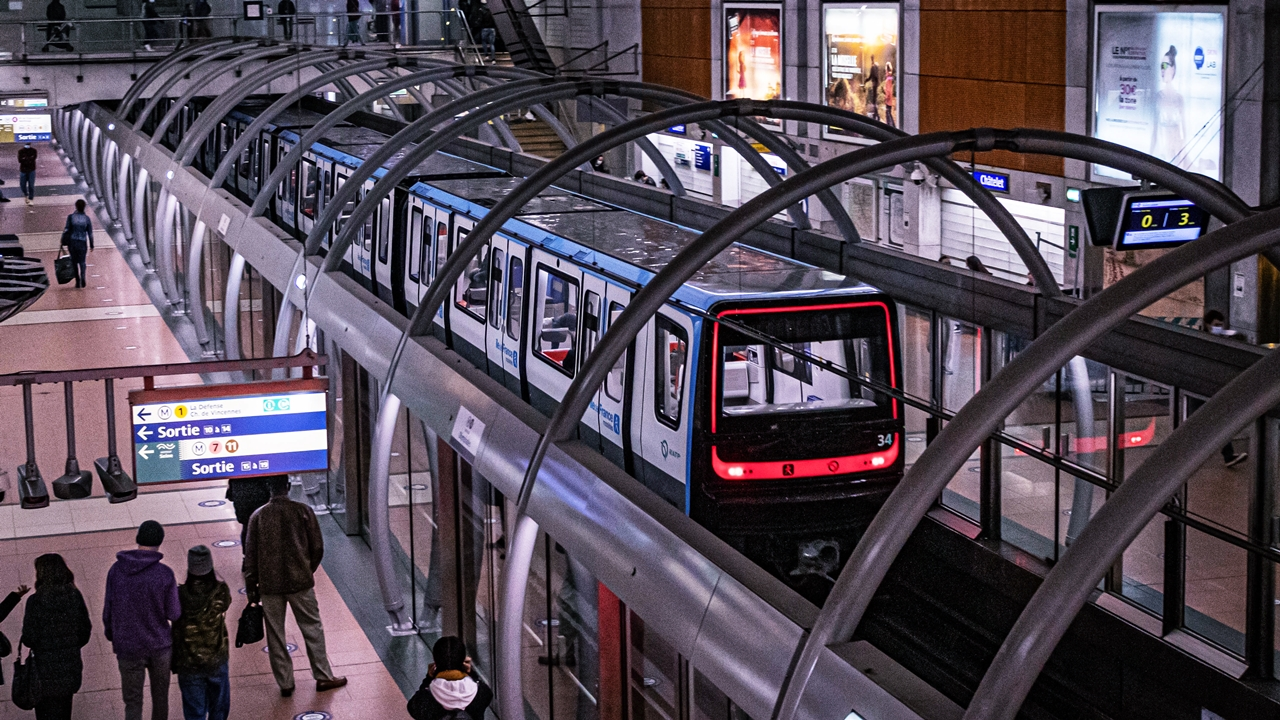
MP 14 à la station Châtelet.

| Nombre de trains | Nombre de trains | Nombre de trains |
| Parc construit   | Parc actuel      | Réformés         |
| ---------------- | ---------------- | ---------------- |
| 130              | 127              | /                |

| Affectation (les rames sans ligne d'affectation ne sont pas reprises) | Affectation (les rames sans ligne d'affectation ne sont pas reprises) | Affectation (les rames sans ligne d'affectation ne sont pas reprises) | Affectation (les rames sans ligne d'affectation ne sont pas reprises) | Affectation (les rames sans ligne d'affectation ne sont pas reprises) | Affectation (les rames sans ligne d'affectation ne sont pas reprises)       | Affectation (les rames sans ligne d'affectation ne sont pas reprises) |
| Ligne                                                                 | Sous-version                                                          | Construction                                                          | Nombre de rames                                                       | Configuration                                                         | Observations                                                                |                                                                       |
| --------------------------------------------------------------------- | --------------------------------------------------------------------- | --------------------------------------------------------------------- | --------------------------------------------------------------------- | --------------------------------------------------------------------- | --------------------------------------------------------------------------- | --------------------------------------------------------------------- |
| (11)                                                                  | MP 14 CC                                                              | depuis 2019                                                           | 39                                                                    | R+M+M+M+R                                                             | Rames avec conducteur. Mise en service commerciale depuis le 1er juin 2023. |                                                                       |
| (4)                                                                   | MP 14 CA                                                              | depuis 2019                                                           | 20                                                                    | R+M+M+M+M+R                                                           | Rames à conduite automatique. Mise en service depuis le 15 septembre 2022.  |                                                                       |
| (14)                                                                  | MP 14 CA                                                              | depuis 2019                                                           | 72                                                                    | R+M+M+R+M+M+M+R                                                       | Rames à conduite automatique. Mise en service depuis le 12 octobre 2020.    |                                                                       |

### Matériels fer
Dans la colonne configuration, le M désigne une motrice et le R une remorque.

#### MF 67

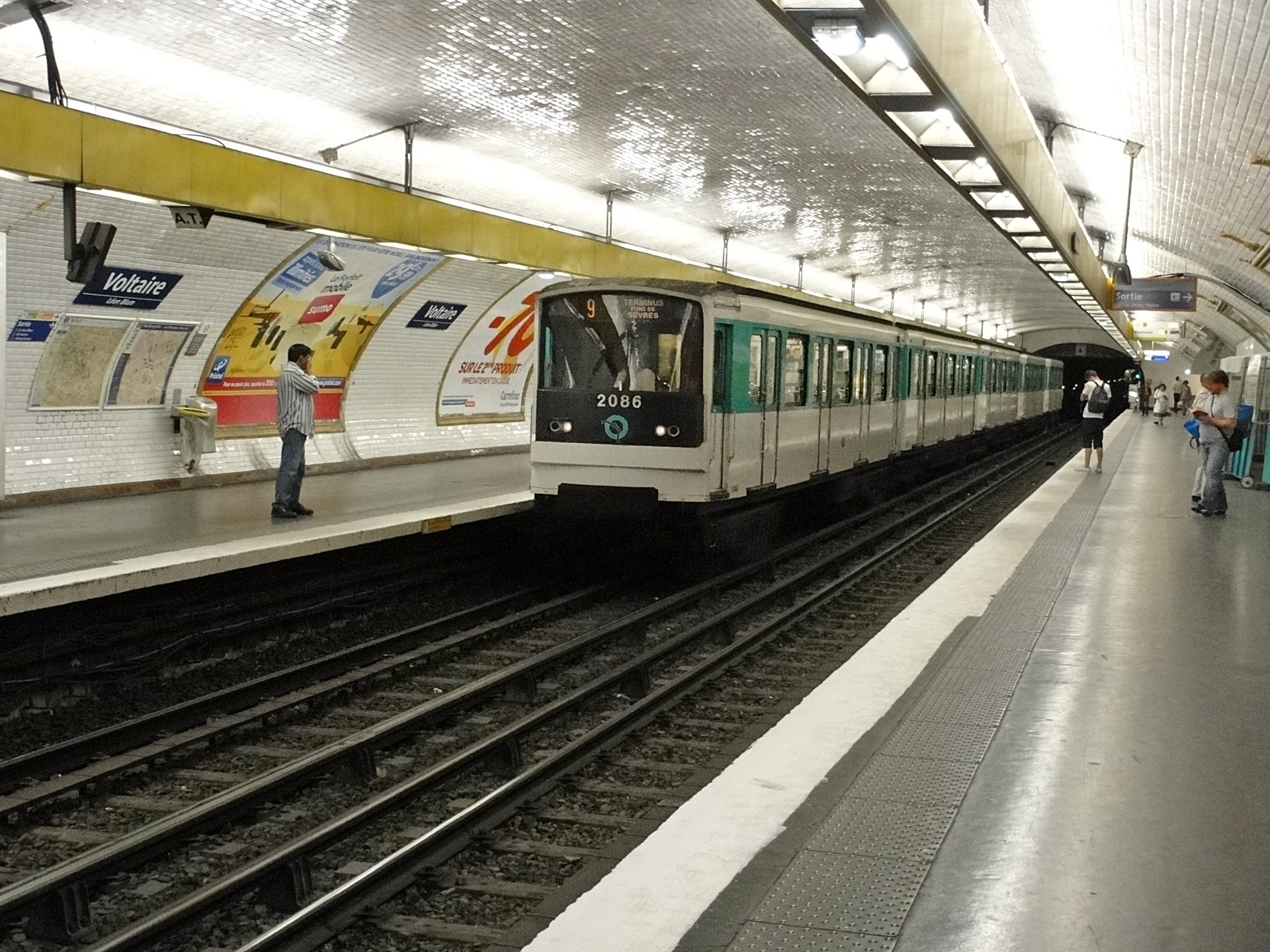
MF 67 à la station Voltaire.

| Nombre de trains | Nombre de trains                 | Nombre de trains |
| Parc construit   | Parc actuel                      | Réformés         |
| ---------------- | -------------------------------- | ---------------- |
| 290              | 133 dont 4 servant de formation. | 162.             |

| Affectation | Affectation  | Affectation     | Affectation   | Affectation                                          |
| Ligne       | Construction | Nombre de rames | Configuration | Observations                                         |
| ----------- | ------------ | --------------- | ------------- | ---------------------------------------------------- |
| (3)         | 1967-1976    | 43              | M+R+M+R+M     | Rénovés entre 2004 et 2007.                          |
| (3)         | 1967-1976    | 4               | R+M+M+M+R     | Rénovés entre 2004 et 2007.                          |
| (3bis)      | 1967-1976    | 6               | M+R+M         | Absence de strapontins, rénovées entre 1994 et 1997. |
| (10)        | 1967-1976    | 30              | R+M+M+M+R     | Légèrement rénovées entre 2002 et 2004.              |
| (12)        | 1967-1976    | 51              | M+M+R+R+M     | Légèrement rénovées entre 2002 et 2004.              |
| USFRT       | 1967-1976    | 4               | M+M+R+R+M     | Servent à la formation.                              |

#### MF 77

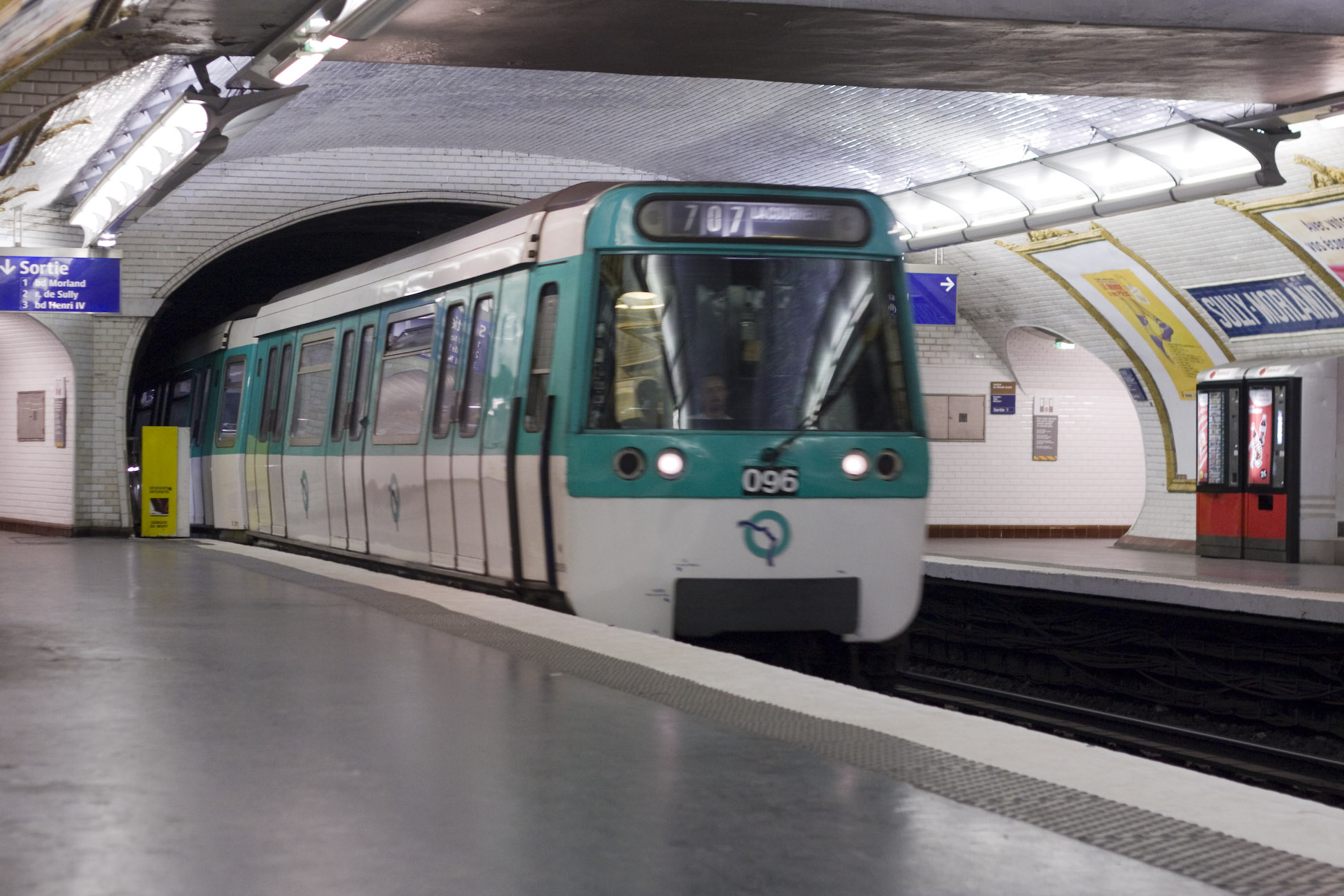
MF 77 à la station Sully - Morland.

| Nombre de trains | Nombre de trains | Nombre de trains |
| Parc construit   | Parc actuel      | Réformés         |
| ---------------- | ---------------- | ---------------- |
| 197              | 195              | 2                |

| Affectation | Affectation  | Affectation     | Affectation   | Affectation                         |
| Ligne       | Construction | Nombre de rames | Configuration | Observations                        |
| ----------- | ------------ | --------------- | ------------- | ----------------------------------- |
| (7)         | 1977-1986    | 68              | M+R+M+R+M     | Rénovation légère de 2018 à 2023,.  |
| (8)         | 1977-1986    | 62              | M+R+M+R+M     | Rénovation légère après la ligne 7. |
| (13)        | 1977-1986    | 65              | M+R+M+R+M     | Rénovation lourde de 2007 à 2011.   |

#### MF 88

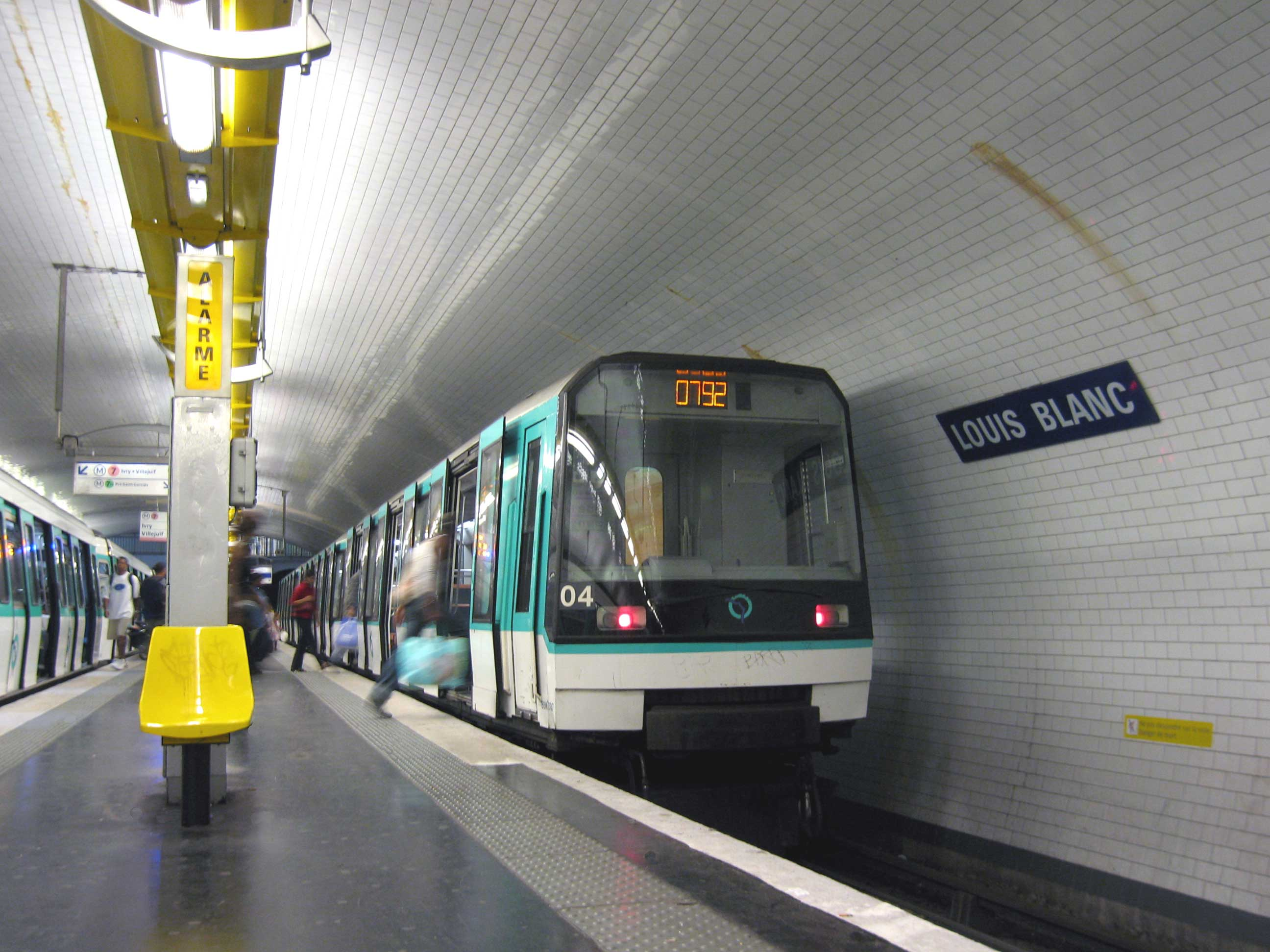
MF 88 à la station Louis Blanc.

| Nombre de trains | Nombre de trains | Nombre de trains |
| Parc construit   | Parc actuel      | Réformés         |
| ---------------- | ---------------- | ---------------- |
| 9                | 8                | 1                |

| Affectation | Affectation  | Affectation     | Affectation   | Affectation                                                                                             |
| Ligne       | Construction | Nombre de rames | Configuration | Observations                                                                                            |
| ----------- | ------------ | --------------- | ------------- | --- |
| (7bis)      | 1992-1993    | 8               | M+R+M         | Toutes les rames ont été livrées entre 1992 et 1993 et mises en service commercial durant l'année 1994. |

#### MF 01

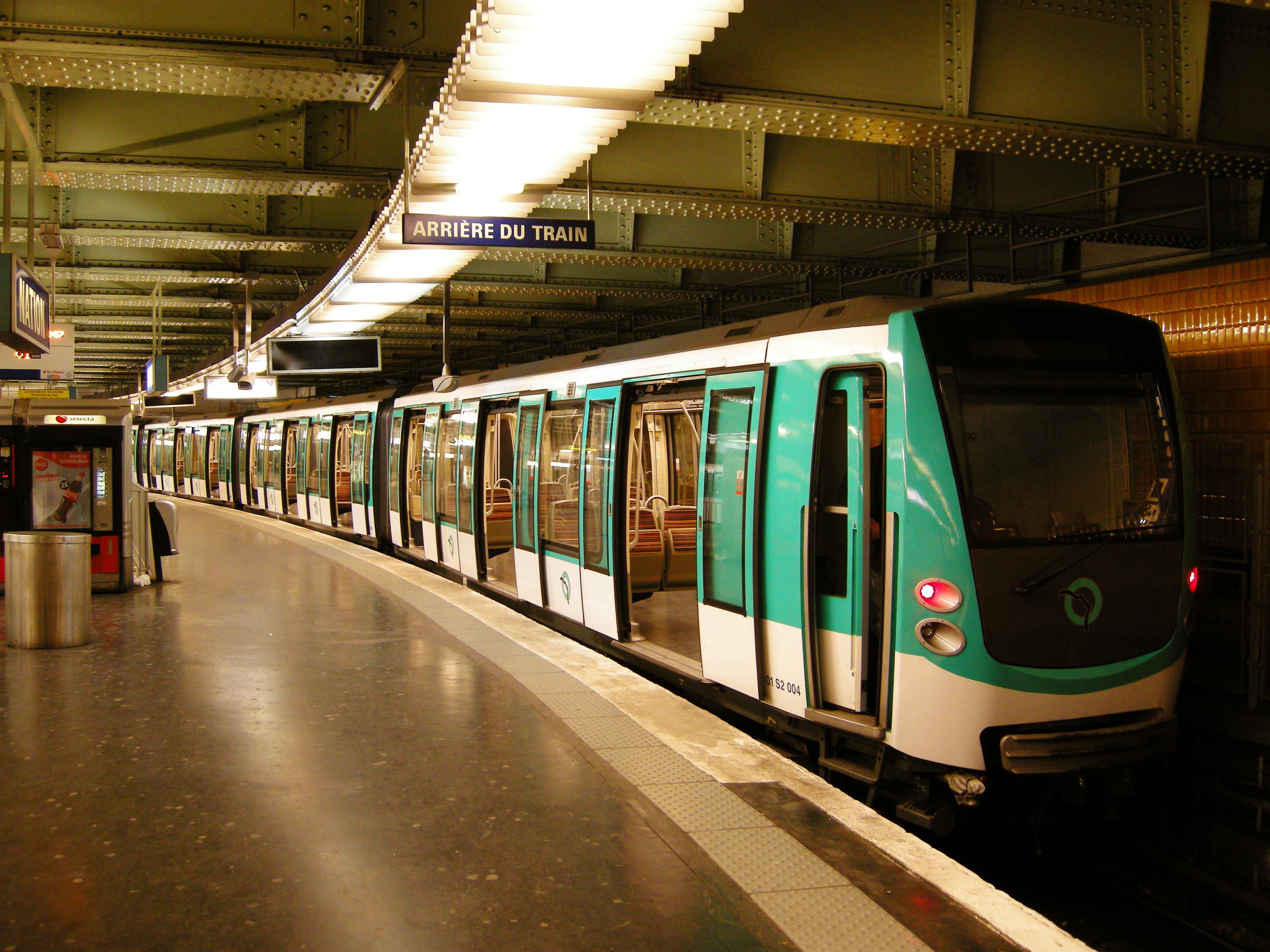
MF 01 à la station Nation.

| Nombre de trains | Nombre de trains                 | Nombre de trains |
| Parc construit   | Parc actuel                      | Réformés         |
| ---------------- | -------------------------------- | ---------------- |
| 173              | 172 dont 1 servant de formation. | 1                |

| Affectation | Affectation       | Affectation     | Affectation   | Affectation                |
| Ligne       | Construction      | Nombre de rames | Configuration | Observations               |
| ----------- | ----------------- | --------------- | ------------- | -------------------------- |
| (2)         | 2007-2011 et 2017 | 45              | R+M+M+M+R     | Depuis le 11 juin 2008.    |
| (5)         | 2011-2013 et 2017 | 52              | R+M+M+M+R     | Depuis le 16 juin 2011.    |
| (9)         | 2013-2017         | 74              | R+M+M+M+R     | Depuis le 21 octobre 2013. |
| USFRT       | 2007              | 1               | R+M+M+M+R     | Sert à la formation.       |

## Ancien parc
| Désignation                   | Période de service | Lignes affectées                 | Technologie | Commentaires | Illustration |
| ----------------------------- | ------------------ | -------------------------------- | ----------- | --- | ------------ |
| Matériel à essieux parallèles | 1900 - 1931        | ?                                | Fer         | Matériel à essieux, transformé en matériel à bogies                                                                            | sans cadre   |
| Sprague-Thomson               | 1908 - 1983        | Toutes sauf l'actuelle ligne 14. | Fer         | | sans cadre   |
| MP 51                         | 1952 - 1961        | Voie navette                     | Pneu        | Surnommé la Grand-Mère, véhicule expérimental unique testant la technologie pneumatique et du système de pilotage automatique. | sans cadre   |
| Matériel articulé             | 1952 - 1994        | (10) · (13)                      | Fer         | | sans cadre   |
| MP 55                         | 1956 - 1999        | (11)                             | Pneu        | Première série de rames sur pneumatiques.                                                                                      | sans cadre   |
| MP 59                         | 1963 - 2024        | (1) · (4) · (11)                 | Pneu        | Dernière circulation le 12 juin 2024                                                                                           | sans cadre   |

## Identification des éléments

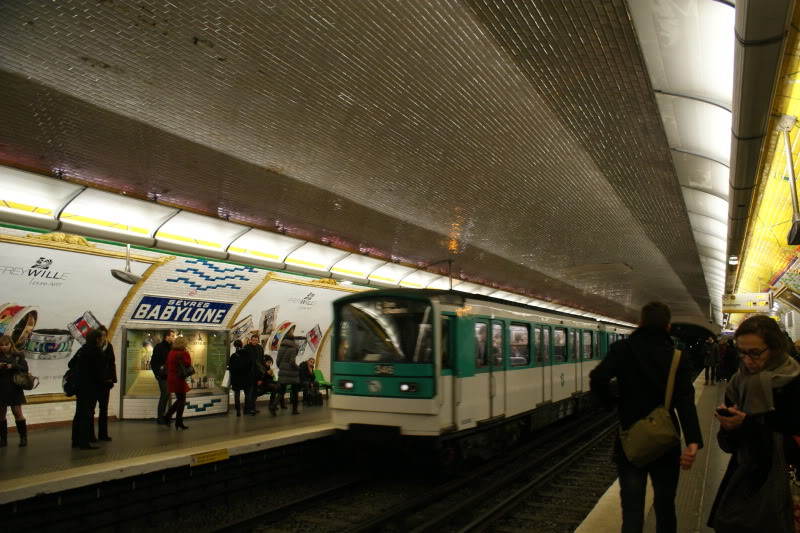
MF 67 à Sèvres - Babylone, ligne 10.

### Principe
Chaque élément composant une rame est identifié au moyen d’un préfixe à une ou deux lettres suivi du numéro d’identification de la voiture (même si la première classe a été supprimée en 1991, les voitures antérieures à cette date gardent leur identification) :
- M désigne une voiture motrice d'extrémité (avec cabine de conduite) ;
- S désigne une remorque d'extrémité (avec cabine de conduite) ;
- N désigne une voiture motrice (sans cabine de conduite) de 2e classe ;
- NA désigne une voiture motrice (sans cabine de conduite) de l'ancienne 1re classe ;
- A désigne une remorque (sans cabine de conduite) de l'ancienne 1re classe ;
- B désigne une remorque (sans cabine de conduite) de 2e classe ;
- AB désigne une remorque (sans cabine de conduite) mixte moitié ancienne 1re classe, moitié 2e classe ;
- C désigne une caisse intermédiaire (sans cabine de conduite) d'une rame Matériel articulé ;
- D désigne une caisse d'extrémité (avec cabine de conduite) d'une rame Matériel articulé.

### Composition des rames
Composition des rames de métro sur pneus (entre parenthèses, les préfixes utilisés pour numéroter les voitures) :
- MP 51 : M
- MP 55 : M-M-R-M (M-N-AB-M)
- MP 59 : M-M-R-R-M-M (M-N-A-B-N-M), ligne 4 (avant leur retrait de la ligne, le 21 décembre 2012[48])
- MP 59 : M-M-R-M (M-N-A-M), ligne 11
- MP 73 : M-M-R-R-M (M-N-A-B-M), ligne 6
- MP 73 : M-M-R-M (M-N-A-M), ligne 11
- MP 89 CA : R-M-M-M-M-R (S-N1-N2-N2-N1-S)
- MP 89 CC : R-M-M-M-M-R (S-N1-N2-N2-N1-S), ligne 4
- MP 89 CC : R-M-M-M-R (S-N1-N2-N1-S), ligne 6
- MP 05 : R-M-M-M-M-R (S1-N1-N2-N3-N4-S2)
- MP 14 CA : R-M-M-R-M-M-M-R (S1-N1-N2-B-N3-N4-N5-S2), ligne 14
- MP 14 CA : R-M-M-M-M-R (S1-N1-N2-N3-N4-S2), ligne 4
- MP 14 CC : R-M-M-M-R (S1-N1-N2-N3-S2), ligne 11

Composition des rames des diverses sous-séries de MF 67 (entre parenthèses, les préfixes utilisés pour numéroter les voitures) :
- MF 67A : M-M-M-M-M (M-N-NA-N-M) recyclé en MF 67B et MF 67C
- MF 67B : R-M-M-M-R (S-N-NA-N-S), lignes 3 et 10
- MF 67C : M-R-M-R-M (M-B-NA-B-M), ligne 3
- MF 67D : M-M-R-R-M (M-N-A-B-M), ligne 12 et USFRT
- MF 67D : M-R-M (M-B-M), ligne 3 bis
- MF 67E : M-M-R-R-M (M-N-A-B-M), ligne 2
- MF 67E : M-M-R-M (M-N-A-M), ligne 7 bis
- MF 67F : M-M-R-R-M (M-N-A-B-M)

Composition des rames de métro articulé MA 51 (entre parenthèses, les préfixes utilisés pour numéroter les voitures) : pour cette série, les moteurs se situant sur les bogies intermédiaires situés entre deux caisses, il n'était pas possible de numéroter de la même manière :
- MA 51 : (D-C-D en unité simple, et D-C-D+D-C-D en unité multiple), ligne 13
- MA 51 : (D-C-D+D-C-D en unité multiple indéformable), ligne 10

Composition des rames de métro sur fer hors MA 51 et MF 67 (entre parenthèses, les préfixes utilisés pour numéroter les voitures) :
- MF 77 : M-R-M-R-M (M-B-NA-B-M)
- MF 88 : M-R-M (M-B-M)
- MF 01 : R-M-M-M-R (S1-N1-N3-N2-S2)

## Confort
Les MF 01, MP 05 et MP 14 sont équipées de la ventilation réfrigérée permettant de réaliser d'importantes économies d'énergies par rapport à une climatisation classique,. Les MF 67 (ligne 3), MF 77, MF 88 et MP 89 n'ont droit qu'à la « ventilation forcée », avec de l'air non refroidi introduit dans les voitures. Les matériels MF 67 (hormis ligne 3) et MP 73 sont seulement dotés de dispositifs d'aération placés sur la toiture des véhicules.

## Entretien du matériel
Les rames ont été lavées à la main jusqu'à ce que la RATP se dote progressivement à compter de 1979, en premier sur la ligne 13, de machines à laver de plus en plus modernes. En 2022, le réseau est composé de dix machines.

## Le futur matériel

### MF 19
Le MF 19 est un projet de rame de métro sur fer qui doit remplacer à terme les rames des lignes 3, 3 bis, 7, 7 bis, 8, 10, 12 et 13 du métro de Paris à partir de 2025. Le 29 novembre 2019, le duo Alstom/Bombardier a été retenu par Île-de-France Mobilités et la RATP pour l'achat de 410 rames MF 19. Cela donnerait à terme la répartition présentée dans le tableau ci-dessous pour les trains commandés.
| Ligne           | Construction | Nombre de rames | Configuration  | Commentaires |
| --------------- | ------------ | --------------- | -------------- | ------------ |
| (10)            | 2025         | 30              | S1-N1-N2-N3-S2 |              |
| (3bis) · (7bis) | 2026         | 14              | S1-N1-N2-S2    |              |

### Grand Paris Express

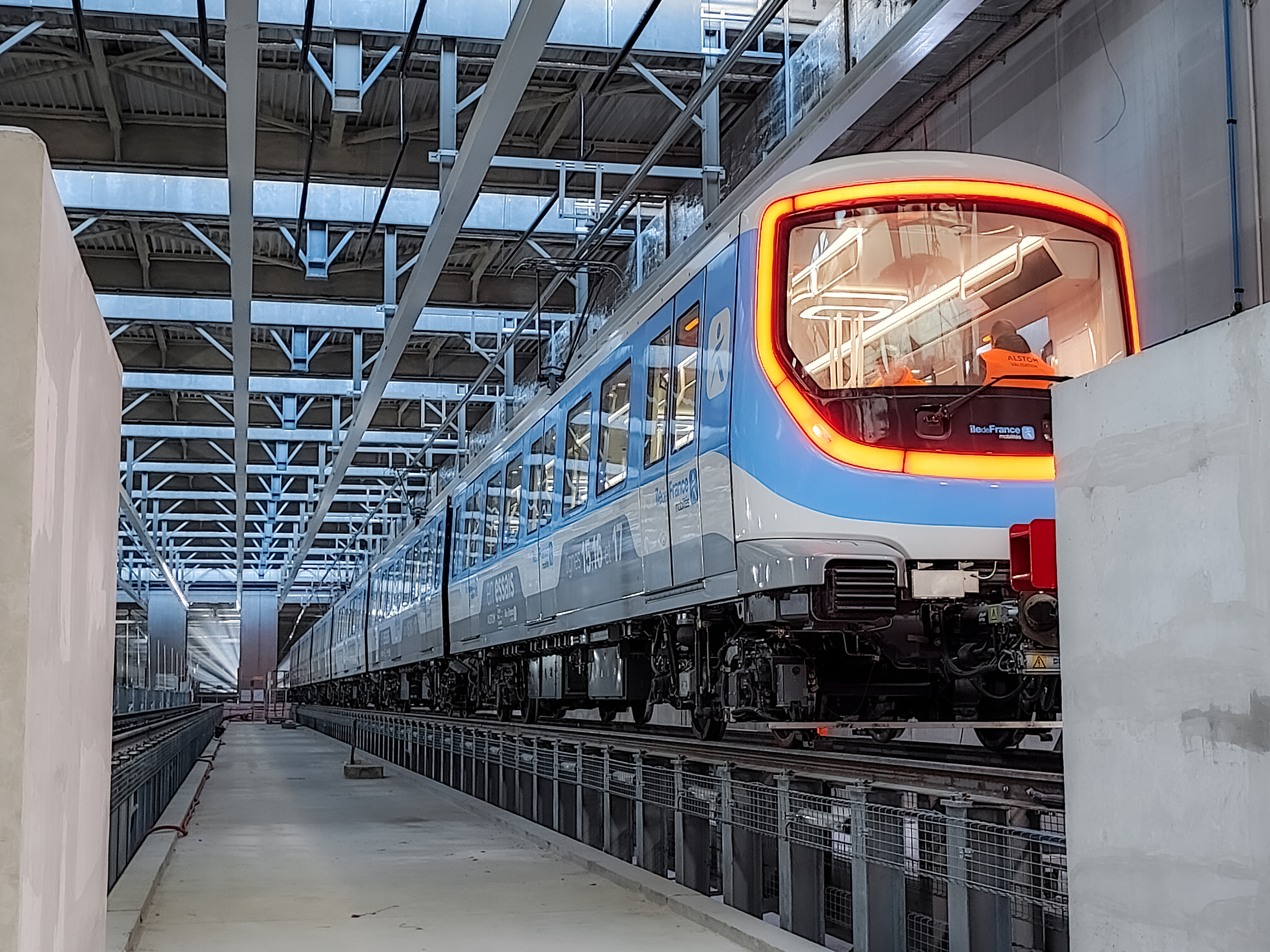
Rame MR6V de la ligne 15 dans le futur centre de remisage de Champigny-sur-Marne.

Les lignes 15, 16 et 17 utiliseront un matériel automatique nouveau à grand gabarit (au moins 2,80 m), à roulement fer et alimentation par caténaire. Pour la ligne 15, le matériel aura une longueur de 108 m et sera constitué sous forme d'une rame de six voitures avec intercirculation intégrale. Pour les lignes 16 et 17, le matériel aura une longueur de 54 m et sera constitué sous forme d'une rame de trois voitures avec intercirculation intégrale,.
Ces matériels seront de type Alstom Metropolis et portent pour nom de projet MR3V et MR6V, respectivement pour les versions à trois et à six caisses,.
| Ligne       | Construction | Nombre de rames | Configuration | Commentaires |
| ----------- | ------------ | --------------- | ------------- | ------------ |
| (15)        | depuis 2021  | 133             | 6 voitures    |              |
| (16) · (17) | ?            | 50              | 3 voitures    |              |

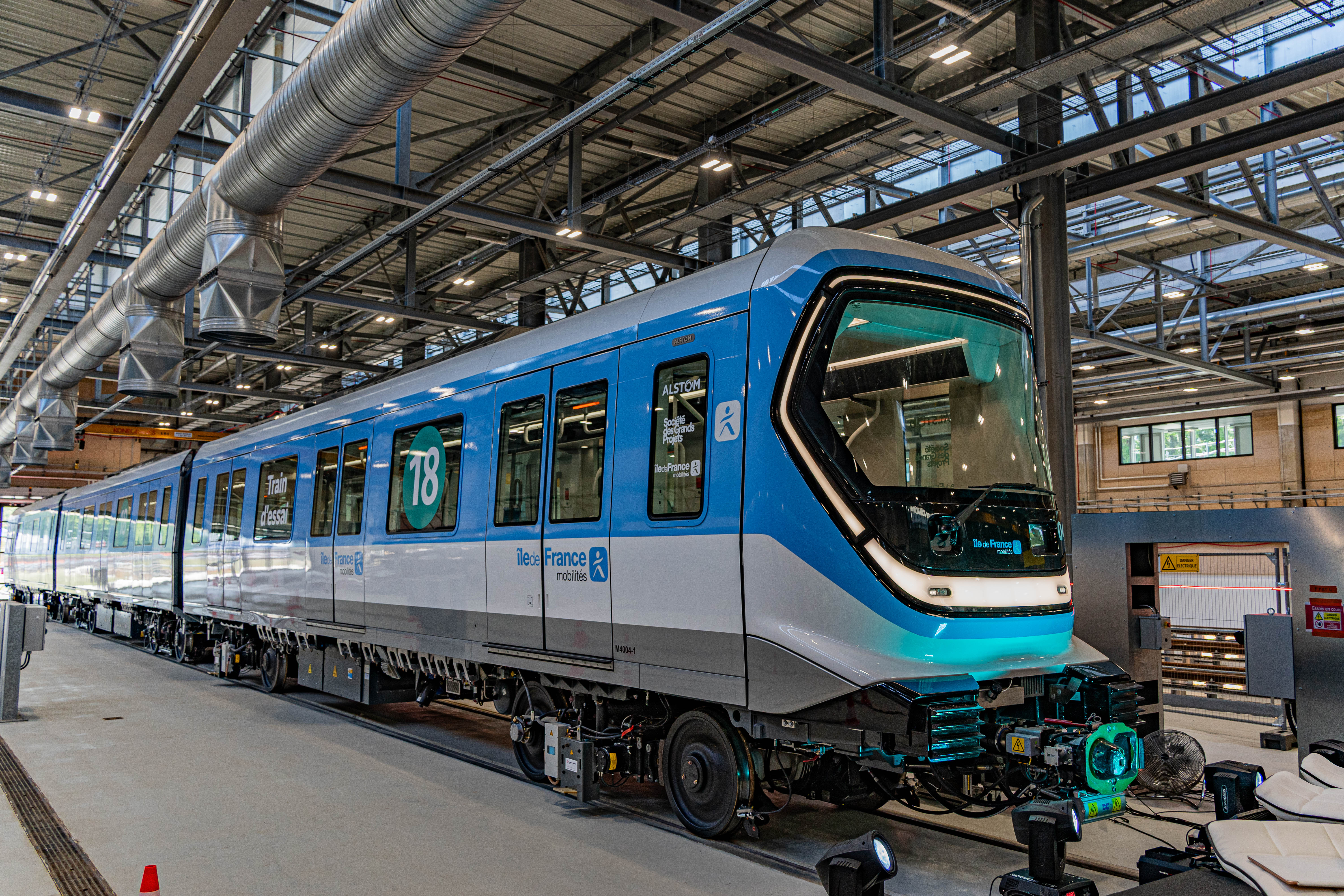
Rame MRV de la ligne 18 dans le futur centre de remisage de Palaiseau.

La ligne 18 utilisera un matériel automatique, sur roulement fer. Les voitures auront un gabarit adapté (2,45 mètres) et les trains seront composés de trois voitures de 15 m de long qui pourront accueillir 350 voyageurs par rame. Leur alimentation se fera par troisième rail en 1 500 V,.
Ce matériel est également de type Alstom Metropolis et porte pour nom de projet MRV, pour Matériel Roulant Voyageur,.
| Ligne | Construction | Nombre de rames | Configuration | Commentaires |
| ----- | ------------ | --------------- | ------------- | ------------ |
| (18)  | ?            | 37              | 3 voitures    |              |